# Riz frit

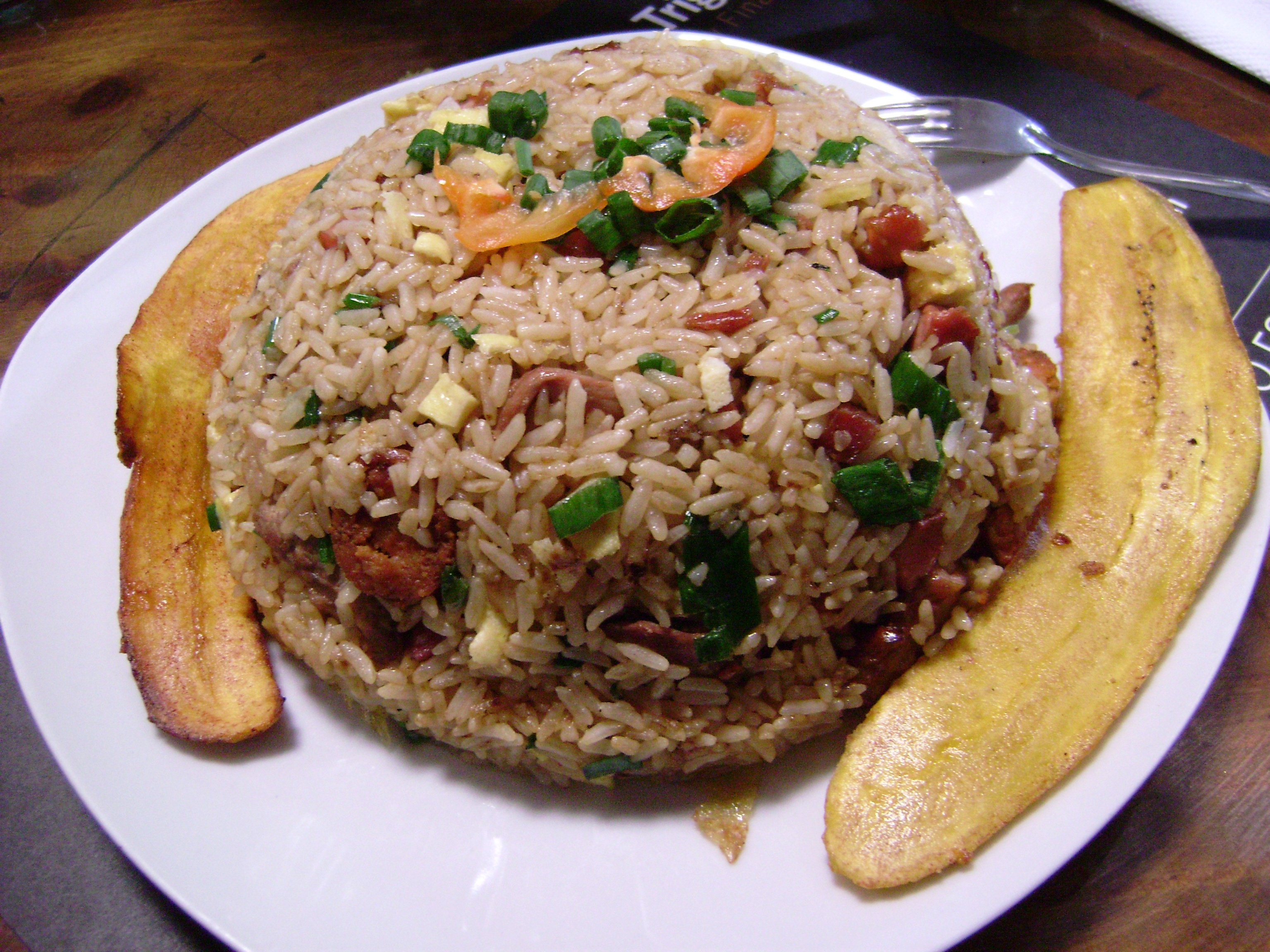
Arroz chaufa, plat de riz frit chifa

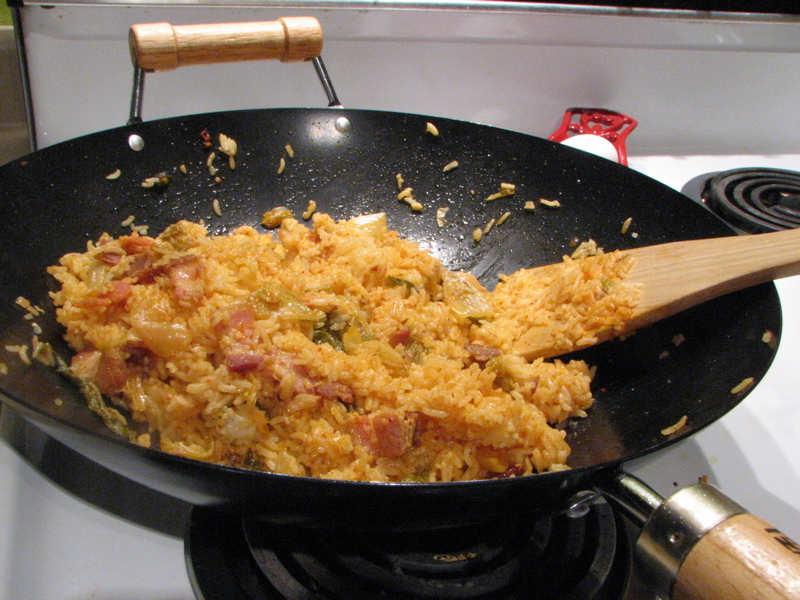
Riz frit au kimchi coréen (kimchi-bokkeum-bap)

Le riz frit ou riz revenu est un mets composé de riz sauté au wok ou à la poêle, le plus souvent mélangé à d’autres ingrédients tels qu’œufs, légumes, produits de la mer ou viande. Il est souvent consommé seul, mais peut aussi accompagner un autre plat. Le riz frit est une composante majeure des cuisines d’Asie de l’Est, du Sud-Est et dans une certaine mesure, du Sud. Quand il est fait maison, le riz frit inclut généralement les restes d’autres plats, donnant ainsi naissance à d’innombrables variations. Économique et varié, il se rapproche de préparations comme les nouilles frites ou le pyttipanna. Le riz frit est apparu sous la dynastie Sui, en Chine. Ainsi, toutes les variations de ce plat tirent leurs origines du riz frit chinois.
De nombreuses variétés populaires de riz frit possèdent leur propre liste d'ingrédients. En Grande Chine, le riz frit de Yangzhou et le riz frit Hokkien sont les plus connues. De par ses origines chinoises, le chāhan japonais est considéré comme un plat sino-japonais. Le bokkeum-bap coréen ne l’est généralement pas, bien qu’il en existe une variante sino-coréenne. En Asie du Sud-Est, le nasi goreng et khao phat thaïlandais, indonésien, malaisien et singapourien, aux préparations similaires, sont des plats très appréciés. En Occident, la plupart des restaurants servant une clientèle végétarienne ont inventé leurs propres recettes de riz frit, notamment le riz frit aux œufs. Le riz frit figure également au menu de restaurants américains sans lien avec le pays d’origine du plat. Il existe enfin différents types de riz frit en Amérique centrale et en Amérique du Sud. Parmi ceux-ci, on peut citer le chaulafan équatorien, l’arroz chaufa péruvien, l’arroz frito cubain et l’arroz mamposteao portoricain.
Le riz frit se rencontre fréquemment dans la cuisine de rue asiatique,,. Dans certains pays de ce continent, on trouve de petits restaurants, vendeurs de rue et marchands ambulants spécialisés dans la vente de riz frit. Dans les villes indonésiennes, il est courant de croiser des vendeurs ambulants allant de rue en rue avec leur chariot de cuisine, avant de s’arrêter dans un lieu animé ou une zone résidentielle. De nombreux stands de restauration sud-est-asiatiques proposent du riz frit avec, au choix, divers accompagnements et garnitures.

## Préparation
L’ingrédient principal est le riz cuit, auquel on vient ajouter de nombreux autres aliments (parfois, ou de préférence des restes de nourriture de la veille) tels que légumes, œufs, viande (poulet, bœuf, porc, mouton), viande transformée (lard, jambon, saucisse), produits de la mer (poisson, crevettes, crabe), champignons et autres. Pour gagner en saveur, il est fréquent d’ajouter des aromates tels qu'oignon, échalote, oignon nouveau et ail. Pour graisser le wok ou la poêle à frire et empêcher la nourriture d’y adhérer, on peut utiliser différentes huiles de cuisson (huile végétale ou de sésame par exemple) ou bien encore du saindoux. Celles-ci permettent également de rehausser le goût du plat. Le riz frit peut s’assaisonner de sel, de différents types de sauces de soja, de sauce d’huître et de nombreuses autres sauces et épices. Parmi les garnitures populaires, on peut citer l’oignon nouveau haché, le piment coupé en tranches, l’échalote frite, les brins de persil ou les feuilles de coriandre, les graines de sésame grillées, les flocons d’algues (gim ou nori), le concombre en rondelles, la tomate, le citron vert ou les légumes marinés.

## Histoire
Le riz frit est pour la première fois mentionné sous la dynastie Sui (519-618). Il aurait été inventé dans le but de réutiliser les restes de riz.

## Variétés

### Asie de l’Est

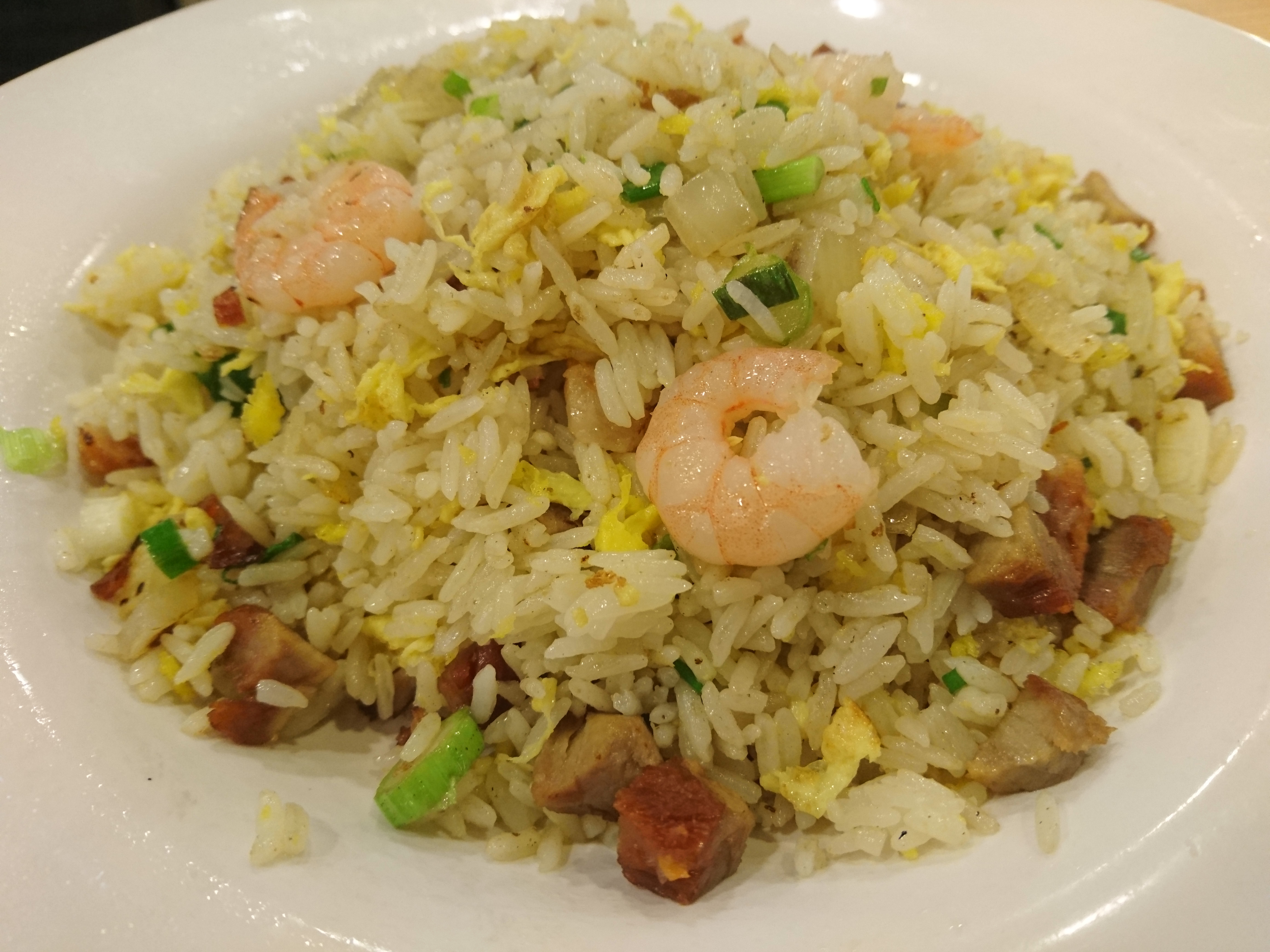
Yángzhōu chǎofàn à Hong Kong : le plus populaire des riz frits chinois

#### Chine
- Le Canton (ou Wui Fan 燴飯) est un riz frit cantonais généralement servi nappé d’une épaisse sauce au jus de viande.
- Le riz frit Hokkien (ou Fujian), dérivé du riz frit chinois, est originaire de la région du Fujian, en Chine. Il est recouvert puis mélangé à une sauce épaisse qui peut comprendre des champignons, de la viande, des légumes etc.
- Le riz frit sichuanais est un mets épicé originaire de la province du Sichuan. Il est assaisonné d’une sauce pimentée doubanjiang, d’ail, d’oignon nouveau et d’oignon rouge[9].
- Le riz frit Yin Yang est nappé de deux sauces différentes, l’une plutôt salée et blanche, la seconde rouge et à base de tomates. Dans sa version plus élaborée, les deux sauces dessinent le symbole du yin et du yang.
- Le riz frit de Yangzhou inclut habituellement une généreuse portion de crevettes et d’œufs brouillés ainsi que de la viande de porc cuite au barbecue, mais ses ingrédients varient grandement, y compris dans la ville dont il tire son nom[10]. C’est pourtant le type de riz frit le plus populaire dans les restaurants chinois à travers le monde. On le désigne le plus souvent sous le nom de « riz frit spécial » ou « riz frit de la maison »[11].

#### Japon

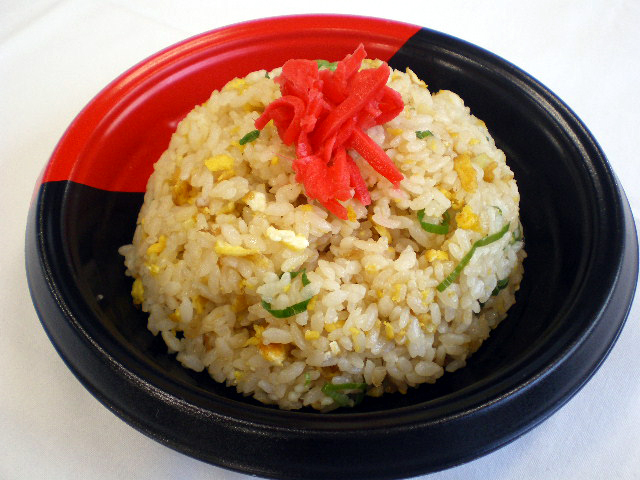
Chāhan, riz frit sino-japonais

- Le chāhan (チャーハン) ou Yakimeshi (焼飯)[12] est un type de riz frit originaire de Chine et adapté aux goûts japonais par l’ajout de katsuobushi comme condiment[13],[14]. Il peut se préparer avec une multitude d’ingrédients.
- L’omurice consiste en une omelette garnie de riz frit. Le riz est généralement mélangé à différents légumes et à de la viande. Souvent, une variante nommée « Riz au poulet » (チキンライス) est utilisée. Dans ce cas, de la sauce tomate ou du ketchup est ajouté au plat[15].

#### Corée
- Le bokkeum-bap (볶음밥, littéralement « riz frit ») se prépare en faisant sauter du bap (riz cuit) dans de l’huile avec d’autres ingrédients. La cuisine coréenne comprend un grand nombre de plats à base de riz frit, lesquels sont souvent préparés à partir des ingrédients immédiatement disponibles. Dans les restaurants coréens, le riz frit vient souvent compléter la fin du repas[16]. Après avoir consommé les plats principaux cuits sur un grill de table, on ajoute souvent du riz cuit, du gimgaru (flocons d’algues) et de l’huile de sésame directement aux restes, avant de les faire sauter et dorer.
  - Le kimchi-bokkeum-bap (김치볶음밥, littéralement « riz frit au kimchi ») est une variante très appréciée de bokkeum-bap qui se prépare avec du kimchi et plusieurs autres ingrédients pouvant varier[17],[18].

### Asie du Sud-Est

#### Cambodge
- Le baï chhar (khmer : បាយឆា « riz frit ») utilise du riz parfumé du Cambodge frit à la khmère, comprenant de l’œuf de cane, du poivre de Kampot, de l'ail, de la sauce de poisson, du sucre de palme, des légumes et herbes aromatiques. Il accompagne généralement la viande, les crudités et jeunes fruits.
- Le baï chhar prahok (khmer : បាយឆាប្រហុក « riz frit au prahok ») auquel on ajoute du kroeung, lait de coco, crustacés, poivre de Kampot, légumes, mangue mûre caramélisée dans son jus et servi avec crudités.
- Le baï chhar lok lak (khmer : បាយឆាឡុកឡាក់ « riz frit coloré/mariné ») comprend du riz parfumé du Cambodge sauté à la tomate concentrée ou coloré au jaune d’œuf, de l'ail, de la citronnelle, de la sauce d'huître et servi avec de la viande de bœuf (entrecôte, fondue, merlan) ou de buffle d'eau marinée au poivre de Kampot, sauce d'huître, sauce de poisson, sauce de soja noire épaisse, sucre de palme, fécule de lotus ou maïs.

On l'accompagne obligatoirement d'un œuf (dur, brouillé ou au plat), du cresson cru ou blanchi, de l'oignon cru, de la tomate et de la sauce au poivre de Kampot, avec sel et citron, teuk merech (ទឹកម្រេច) servie à côté.

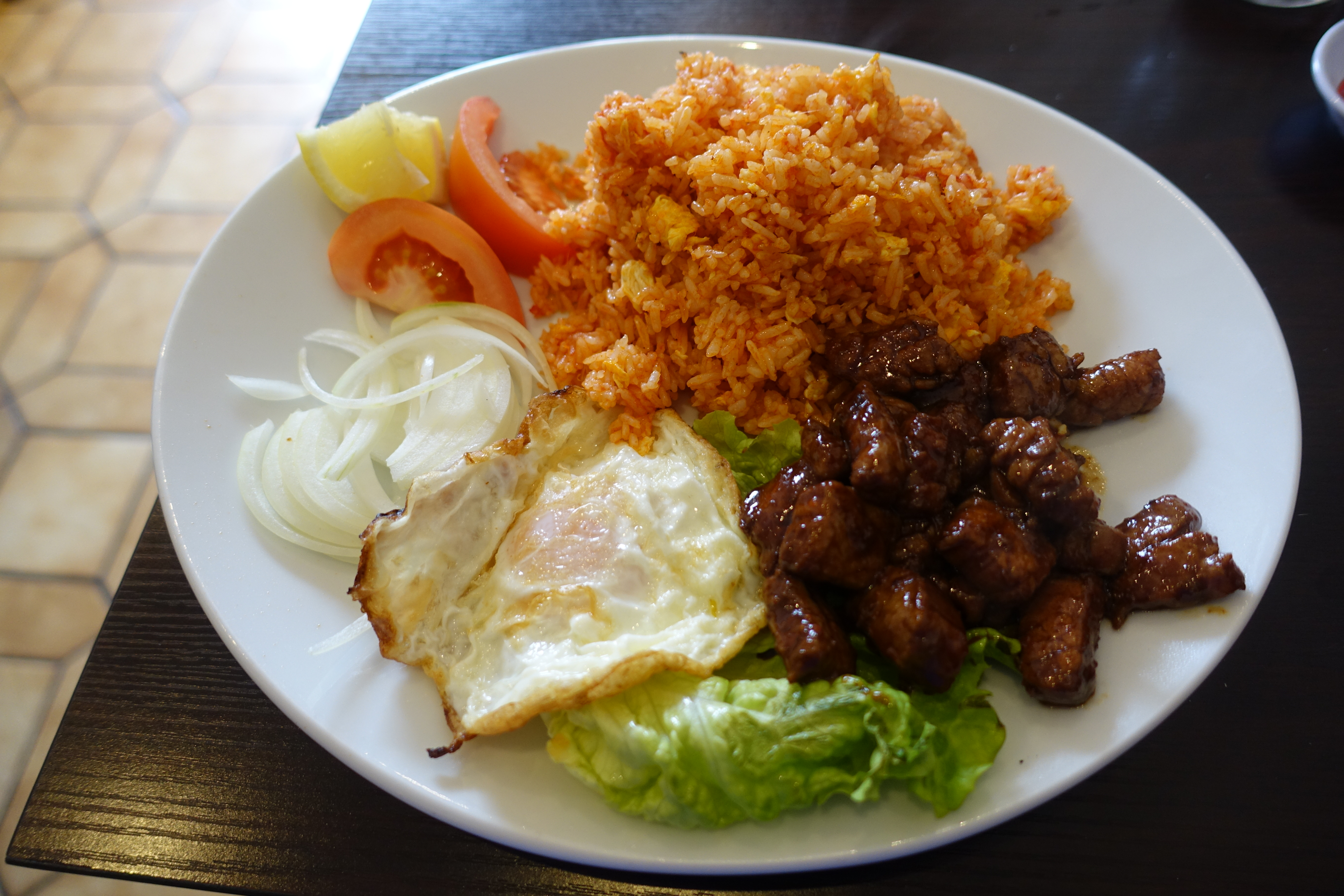
Le បាយឆាឡុកឡាក់ baï chhar lok lak khmer.

- Le baï chhar katang (khmer : បាយឆាកាតាំង « riz frit cantonais ») se trouve sur toutes les échoppes des grandes villes. Vendu par la diaspora chinoise de dialecte cantonais avec des ingrédients disponibles, cette variante du riz cantonais inclut du riz parfumé du Cambodge, du poivre de Kampot, de la sauce de soja salée, des œufs de cane, les mêmes légumes, herbes aromatiques, crevettes, chair de crabe que la recette originale et seulement la version avec la saucisse sucrée lap cheong (pas de jambon cru importé ; quant au porc laqué char siu, les Cambodgiens préfèrent le consommer avec du riz blanc)[19],[20],[21].

#### Indonésie, Malaisie, Singapour

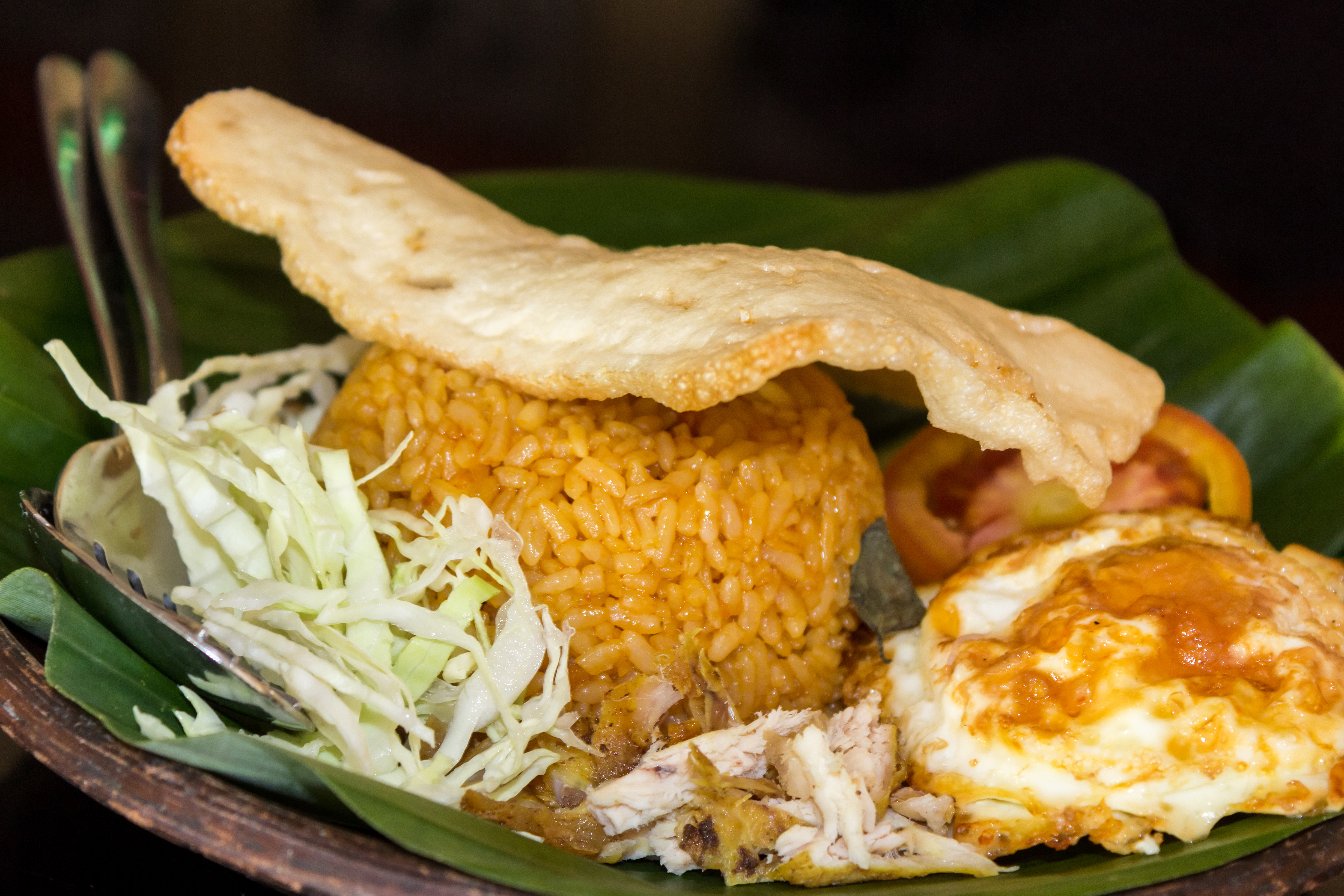
Nasi goreng indonésien accompagné de poulet, d’un œuf au plat, d’un cracker à la crevette et de légumes.

- Le nasi goreng est une variante indonésienne et malaisienne du riz frit. Sa principale différence tient au fait que le riz est cuisiné avec de la sauce de soja sucrée (kecap manis)[22]. Il est souvent accompagné d’un œuf au plat, de poulet frit, de sate et de condiments tels que sambal, achards et krupuk. On le retrouve en Indonésie, en Malaisie, à Singapour et dans la plupart des pays voisins. C’est aussi un plat apprécié aux Pays-Bas[23],[24].
  - Le nasi goreng pattaya désigne une omelette garnie de riz frit malaisien[25]. Le riz frit est généralement mélangé à un assortiment de légumes et de viandes. De la sauce tomate est ajoutée. En Indonésie, le plat s’appelle goreng amplop.
- À Singapour, on trouve le riz frit au sambal. Le sambal est un condiment à base de piments et de pâte de crevettes, aux origines indonésiennes et malaisiennes[26].

#### Birmanie
- Le riz frit birman (ထမင်း‌ကြော်, htamin gyaw) se prépare habituellement avec du riz birman parfumé à grain court (plus rond et plus court que les autres variétés). Une recette simple et populaire se compose de riz, de pois bouillis, d’oignons, d’ail et de sauce de soja foncée[27]. Parmi les condiments pouvant l’accompagner, on trouve le ngapi kyaw (pâte de poisson frite avec des flocons) et des aiguillettes de concombre frais mélangées à de l’oignon haché, du piment vert et du vinaigre.

#### Philippines

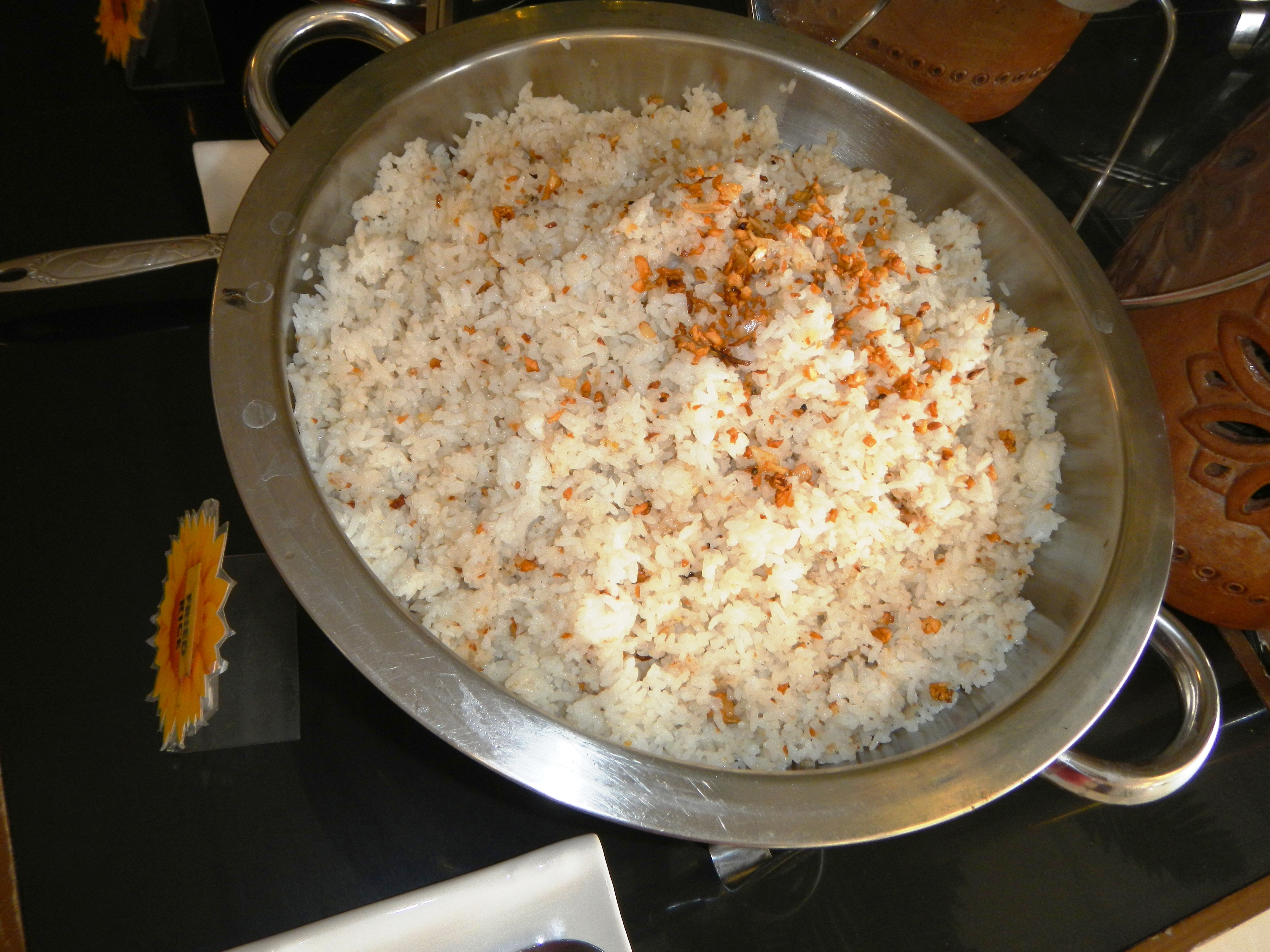
Sinangag philippin, aussi appelé « riz frit à l’ail ».

- Le riz au bagoong est un plat de riz frit philippin principalement parfumé à la crevette. On lui ajoute parfois de la viande, des oignons nouveaux et de la mangue verte[28]. Il est préférable de le consommer avec d’autres plats préparés façon binagoongan.

- Le sinangág, également appelé « riz frit à l’ail », est un plat de riz frit philippin qui se prépare en faisant sauter du riz cuit et de l’ail. On emploie de préférence du riz cuit la veille, généralement des restes, car il est légèrement plus fermenté et plus ferme[29]. Il est ensuite garni d’ail grillé, de sel et de poivre noir. Idéalement, les grains de riz se séparent et ne collent pas[30]. Le sinangág se mange rarement seul ; on l’associe généralement à une préparation de viande « sèche » telle que tocino, longanisse, tapa ou Spam[31]. Contrairement à d’autres types de riz frit, on évite de lui ajouter autre chose que de l’ail, susceptible d’éclipser d’autres saveurs. Quand d’autres ingrédients sont employés, il s’agit le plus souvent d’œufs brouillés, d’oignons nouveaux hachés et de carottes coupées en dés. On peut également lui ajouter des noix de cajou. Le sinangág fait partie du petit-déjeuner philippin traditionnel ; il se retrouve dans le petit-déjeuner tapsilog et ses variantes[30],[32].

#### Thaïlande

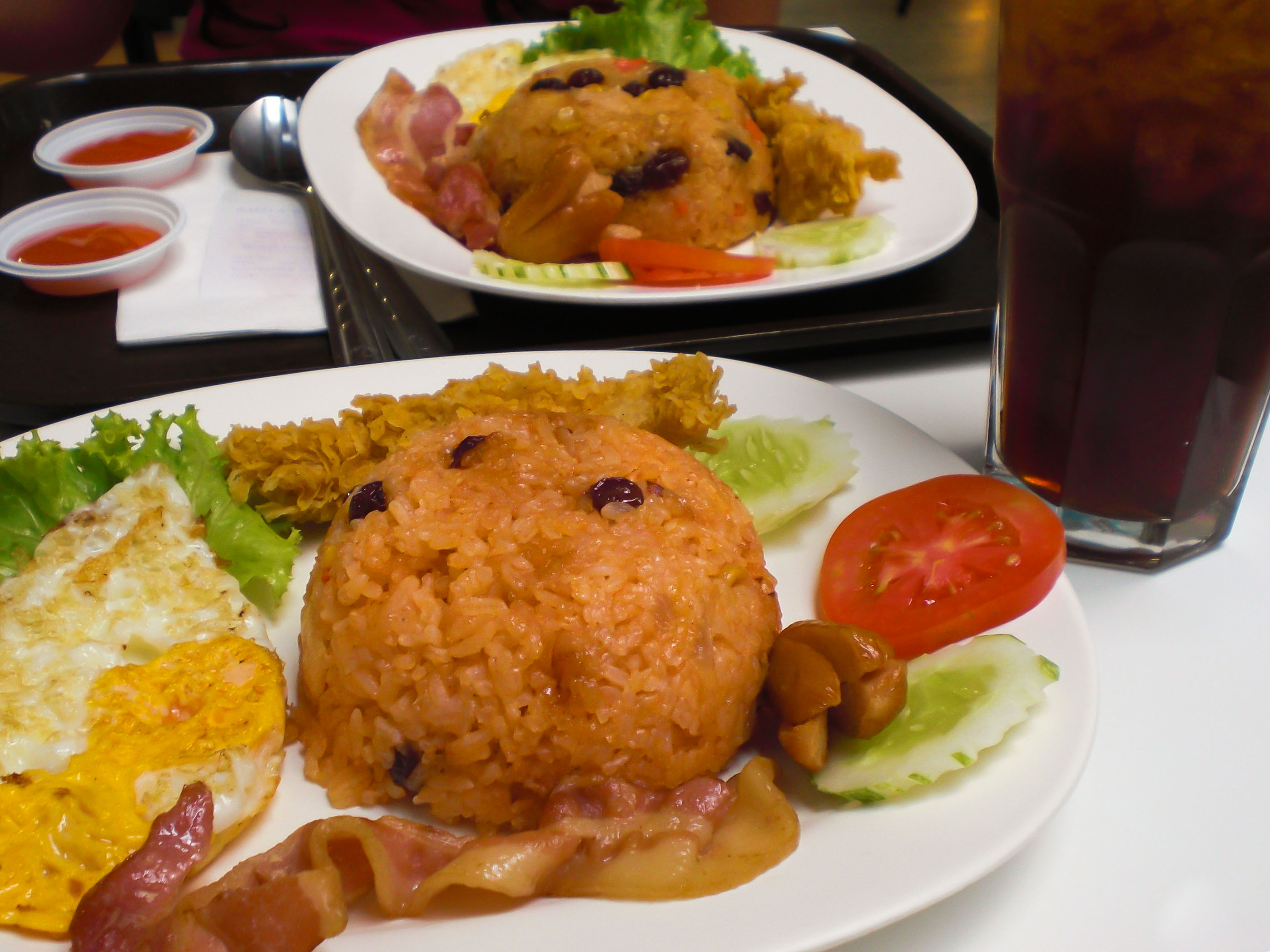
Khao phat amerikan, riz frit américain

- La saveur du riz frit thaïlandais (en thaï : ข้าวผัด, RTGS : Khao Phat)[33] est très différente de celle du riz frit ordinaire, notamment parce qu’il se prépare avec du riz thaï, et qu’on lui ajoute de nombreux ingrédients absents des variétés chinoises. Il est le plus souvent servi avec des tranches de concombre et une sauce épicée prim nak pla, faite de piments œil d’oiseau, de sauce de poisson et d’ail haché. Le riz frit thaïlandais est un plat typique de la cuisine thaïlandaise centrale. Il comprend normalement de la viande (par exemple poulet, crevettes ou crabe), de l’œuf, des oignons, de l’ail et parfois des tomates. Ce plat répandu connaît de multiples variantes régionales. Ainsi, on peut citer le riz frit à la noix de coco[34], le riz frit à l’ananas[35] et le riz frit au basilic[36].
  - Le riz frit américain (en thaï : ข้าวผัดอเมริกัน, RTGS : Khao Phat Amerikan) est d’invention thaïlandaise[36]. Il est servi avec des hot dogs, du poulet frit et des œufs, soit en accompagnement, soit mélangés au riz frit lui-même, avec du ketchup. Ce plat fut servi aux soldats américains durant la guerre du Viêt Nam[37], avant de gagner en popularité et de se répandre un peu partout en Thaïlande. Son équivalent malaisien, qui remplace la viande de porc par du poulet, s’appelle le nasi goreng USA.

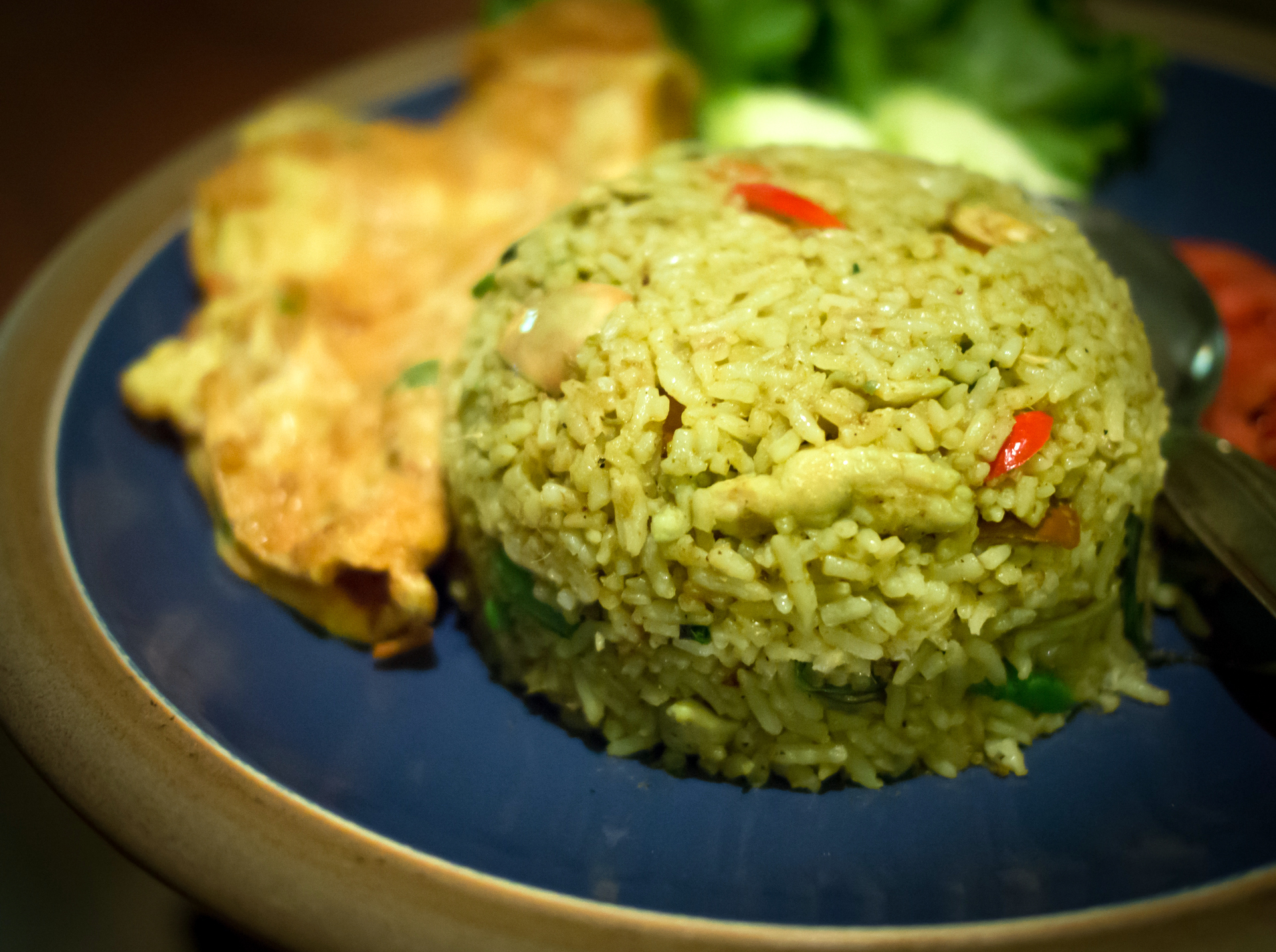
Khao phat kaeng khiao wan, riz frit au curry vert

  - Khao phat kaeng khiao wan, riz frit au curry vertLe riz frit au curry vert (en thaï : ข้าวผัดแกงเขียวหวาน, RTGS : Khao Phat Kaeng Khiao Wan) est un mets thaïlandais qui se prépare avec du riz frit et de la pâte de curry vert[36]. Chaque province thaïlandaise en fait varier les saveurs et les ingrédients, mais le goût du curry vert demeure présent. Ce plat est servi dans les restaurants ordinaires thaïlandais comme dans la rue.
  - Le riz frit au curry thaïlandais (en thaï : ข้าวผัดผงกะหรี่, RTGS : Khao Phat Phong Kari) est une variété de riz frit préparé avec du curry en poudre thaïlandais ainsi que de la viande, des fruits de mer ou des légumes. Ce plat est servi dans les restaurants de campagne ou dans la rue.

#### Viet Nâm
- Le cơm chiên est une variation vietnamienne du riz frit chinois qui comprend saucisse coupée en dés, œufs, sauce de soja et oignons[38].

### Asie du Sud

#### Inde
- Le riz frit au curry est un plat de riz ordinaire assaisonné de curry en poudre pour lui donner une saveur plus épicée.

- Le tava pulav ou tawa pulao est une variante de riz frit originaire de Bombay[39].

#### Népal
- Le bhuteko bhat (भुटेको भात) est une variété de riz frit népalais généralement accompagné de légumes marinés indiens (achards). Toutefois, il peut aussi se voir servi avec du curry ou des dal[40].

#### Sri Lanka

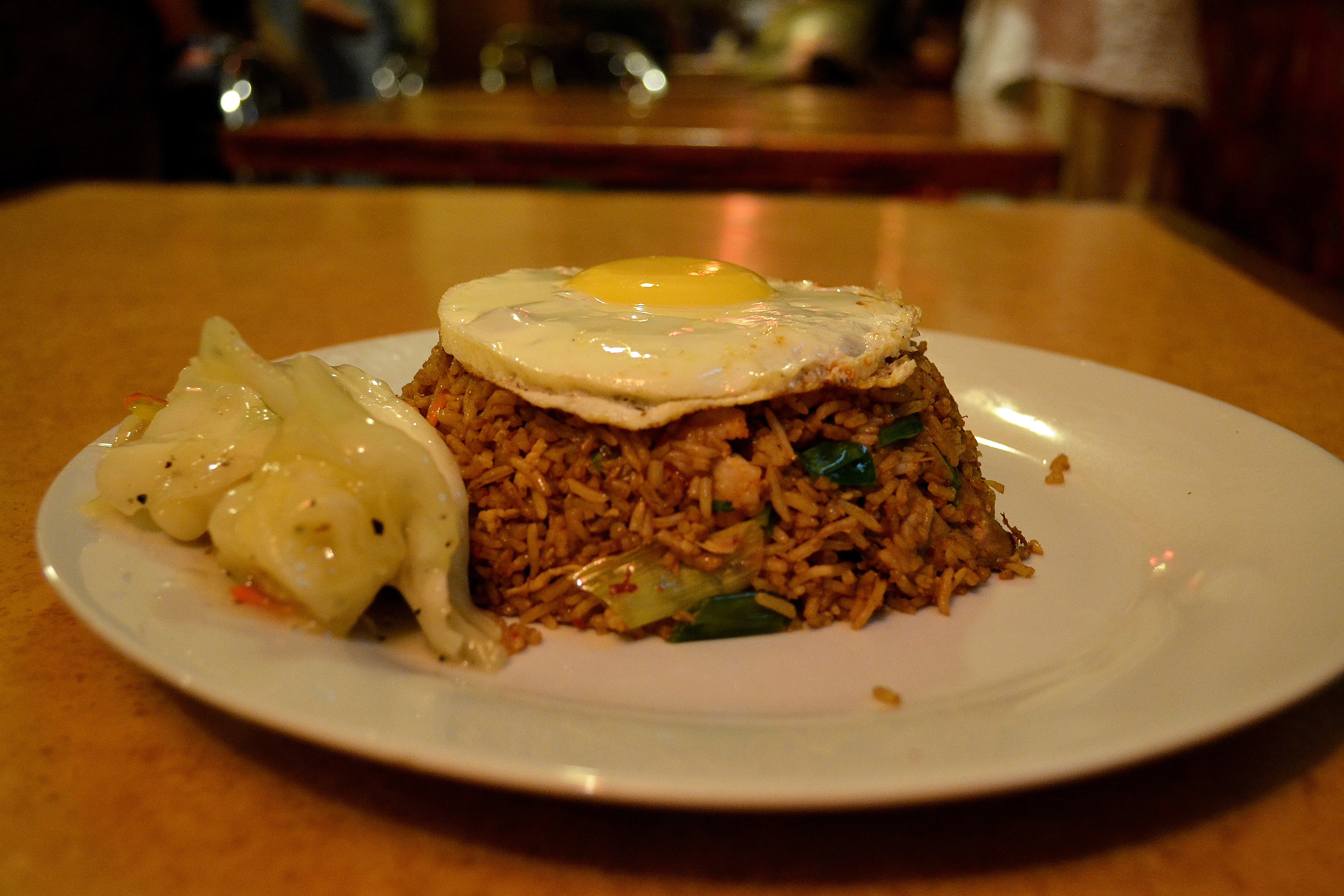
Nasi goreng sri-lankais accompagné d’un œuf au plat

- Le riz frit sri-lankais (en cingalais : ෆ්රයිඩ් රයිස්) est une variation sri-lankaise du riz frit chinois original. Il comprend toutefois du riz basmati et des épices sri-lankaises[41],[42].

- Le nasi goreng (en cingalais : නාසි ගොරේන්) est un type de riz frit populaire largement consommé à travers le pays. Il a fait son apparition dans la cuisine sri-lankaise par le biais d'influences culturelles malaises et indonésiennes[43].

### Pacifique

#### Hawaï
- Riz frit hawaïen : cette variété de riz frit, courante à Hawaï, comprend généralement de l’œuf, des oignons nouveaux, des pois, des carottes en dés et de la saucisse portugaise ou du Spam (parfois les deux)[44]. Ce plat est le plus souvent préparé avec de l’huile de sésame. Il existe une variante à l'ananas[45].

### Amérique
« Arroz frito », qui signifie « riz frit » est un terme usité dans le monde hispanophone. On peut lui ajouter un adjectif se rapportant à son origine chinoise (par exemple arroz chino, arroz cantonés) ou à son inspiration locale (arroz chaufa/chaulafán/chaufán/chofán, arroz frito tres delicias).

#### Équateur
- En Équateur, on appelle le riz frit chinois « chaulafan »[46]. Dans ce pays comme au Pérou, on préfère lui ajouter de la sauce de soja foncée. Pour la viande, on emploie généralement du porc, du bœuf, du poulet, du poisson ou des fruits de mer (crevettes, par exemple).

#### Cuba

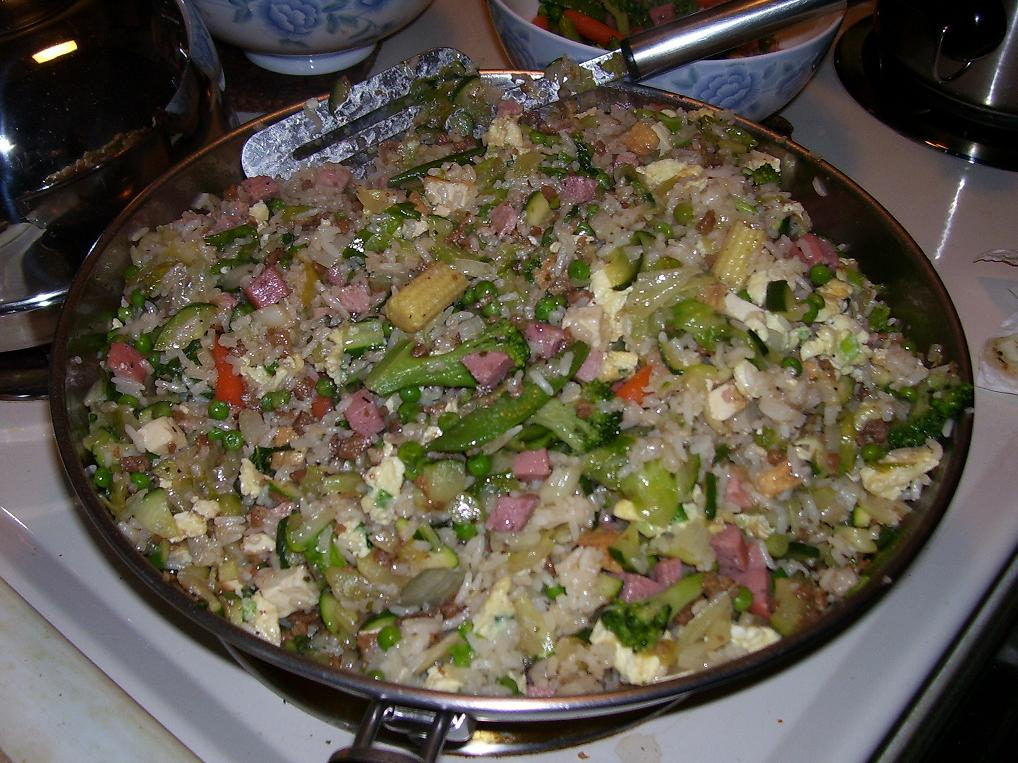
Arroz frito, riz frit cubano-chinois

- L’arroz frito (riz frit cubain) est très semblable au « riz frit spécial ». Aux côtés d’autres plats créoles, il est au menu de nombreux restaurants cubains. Il comprend du jambon, de la viande de porc grillée, des crevettes, du poulet et des œufs, ainsi que divers légumes. Certains restaurants lui ajoutent du lechón (cochon de lait à la cubaine), des queues de homards ou du crabe. Ce sont les Cubains d’origine chinoise qui ont importé ce plat[47],[48].

#### Pérou
- « Arroz chaufa » est le terme courant pour désigner le riz frit chinois au Pérou[49]. Celui-ci appartient à la cuisine chifa. Au Chili, on l'appelle arroz chaufán. Les variétés les plus courantes emploient les mêmes ingrédients qu’en Chine. Certaines versions, plus exotiques, font usage de viande séchée, de langue de bœuf, d’alligator ou de lézard en lieu et place des viandes plus traditionnelles. Dans certaines régions, on remplace le riz par de la quinoa ou du blé perlé, ou bien on lui ajoute des nouilles. L’aeropuerto est un large arroz chaufa péruvien garni de nouilles frites et de nombreux autres ingrédients[50].

#### Porto Rico
- À Porto Rico, on retrouve l’arroz mamposteao, aussi appelé arroz frito Yakimeshi[51]. Apporté sur l’île par des immigrés chinois et japonais, sa recette comprend habituellement du riz de la veille et des ingrédients asiatiques typiques comme de la sauce de soja. On vient lui ajouter des ingrédients portoricains (haricots par exemple).

### Europe
- Riz frit à la sauce d’huître : un riz frit assaisonné de sauce d’huître.

#### Portugal
- L’arroz chau-chau : « riz frit » en portugais. Là-bas, il sert souvent d’accompagnement à d’autres mets[52].

## Galerie d’images

Plats de riz frit
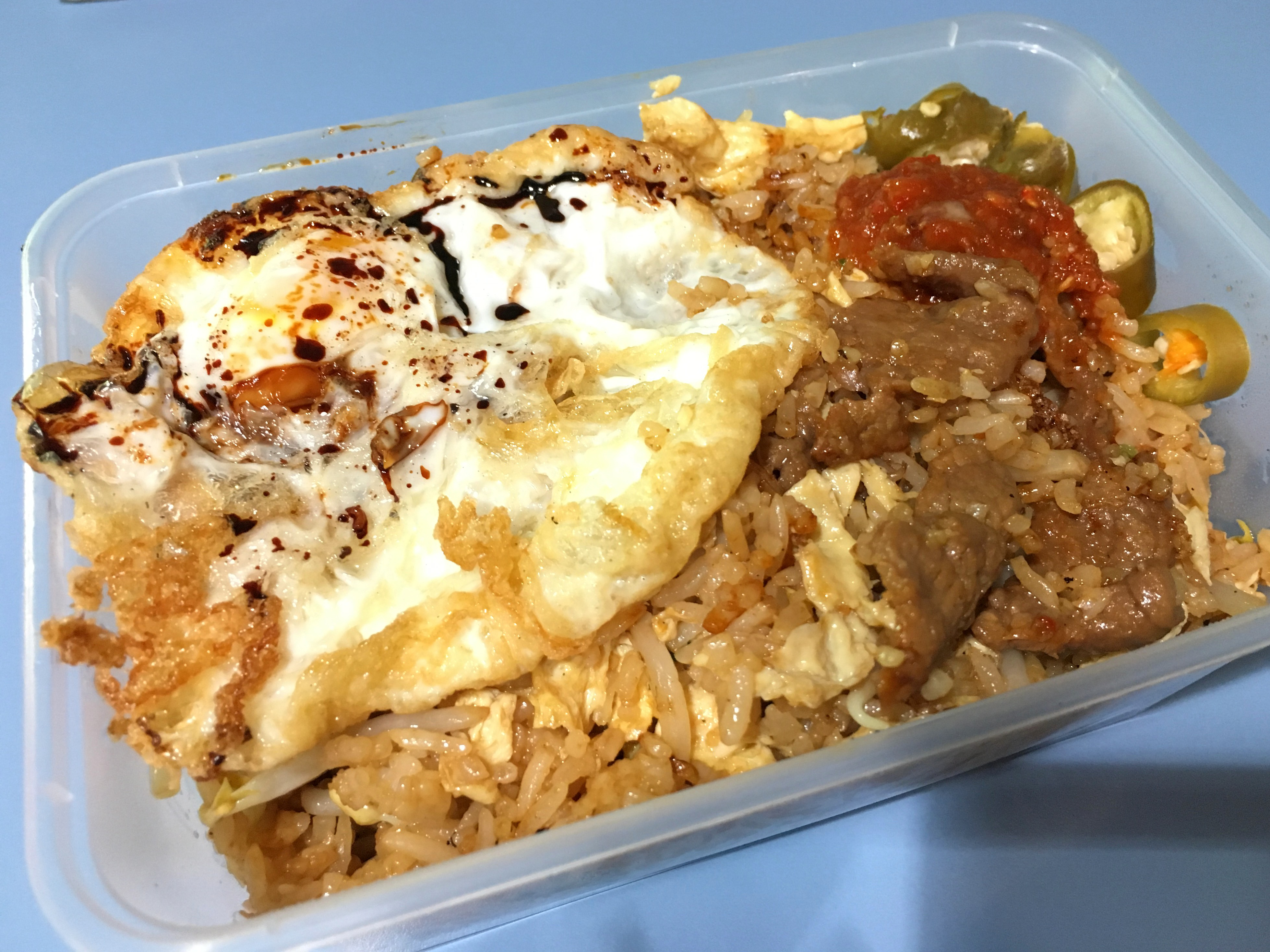
Riz frit au bœuf couvert d’un œuf au plat
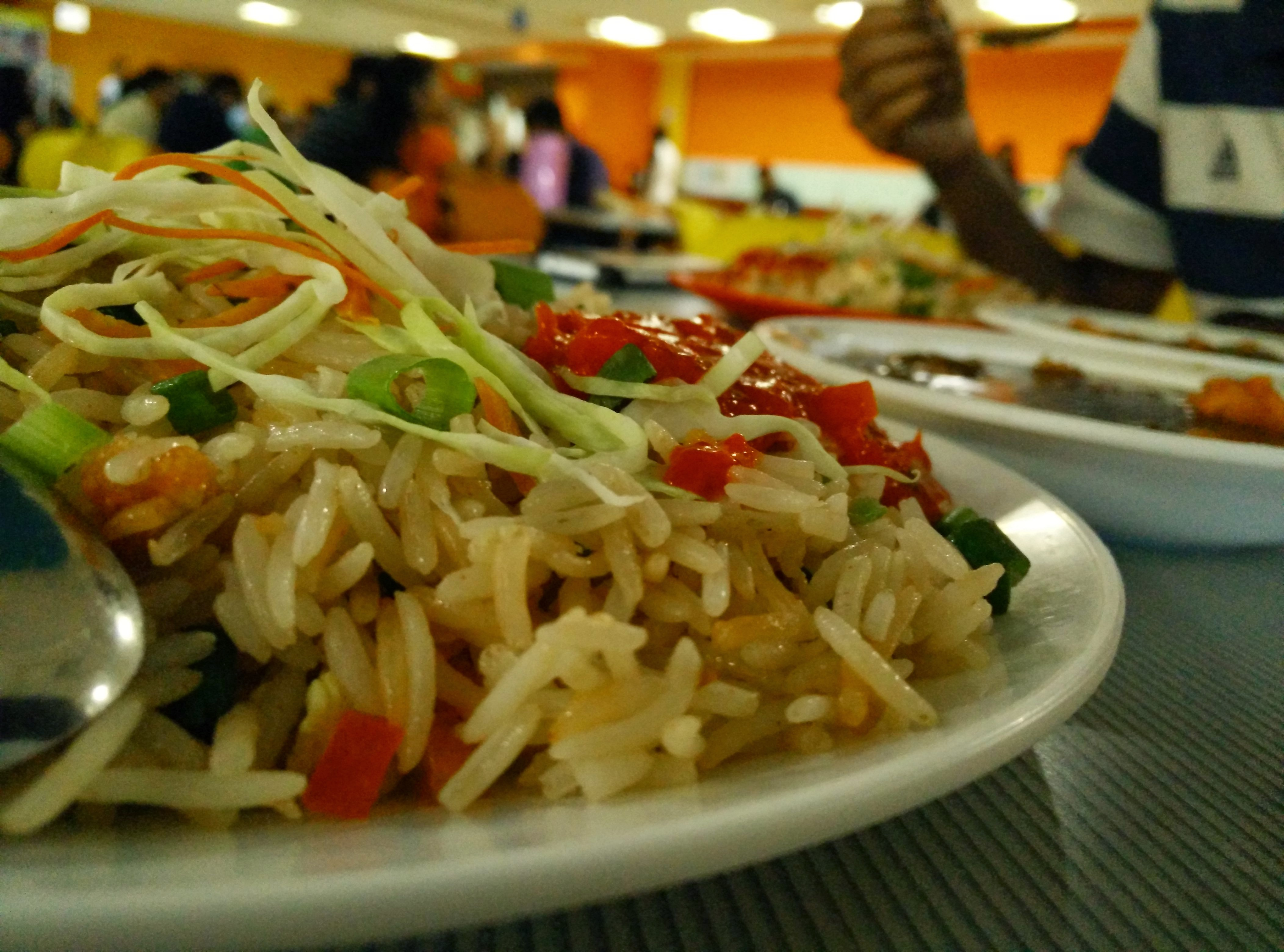
Le riz frit sichuanais est un plat sino-indien
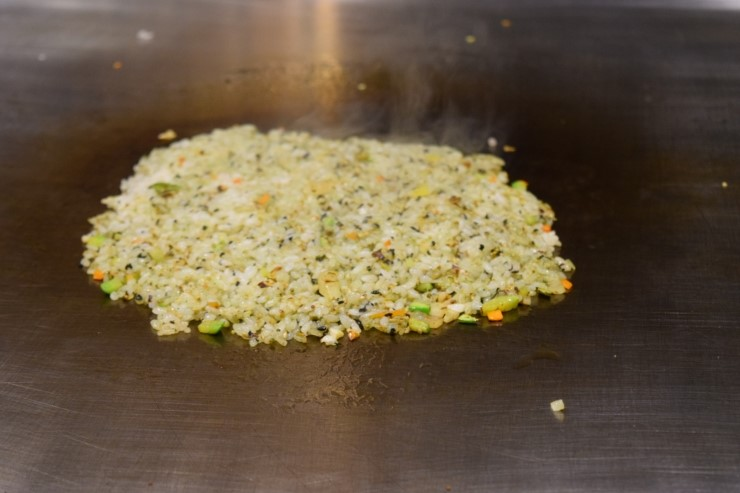
Cheolpan-bokkeum-bap sur une plaque chauffante
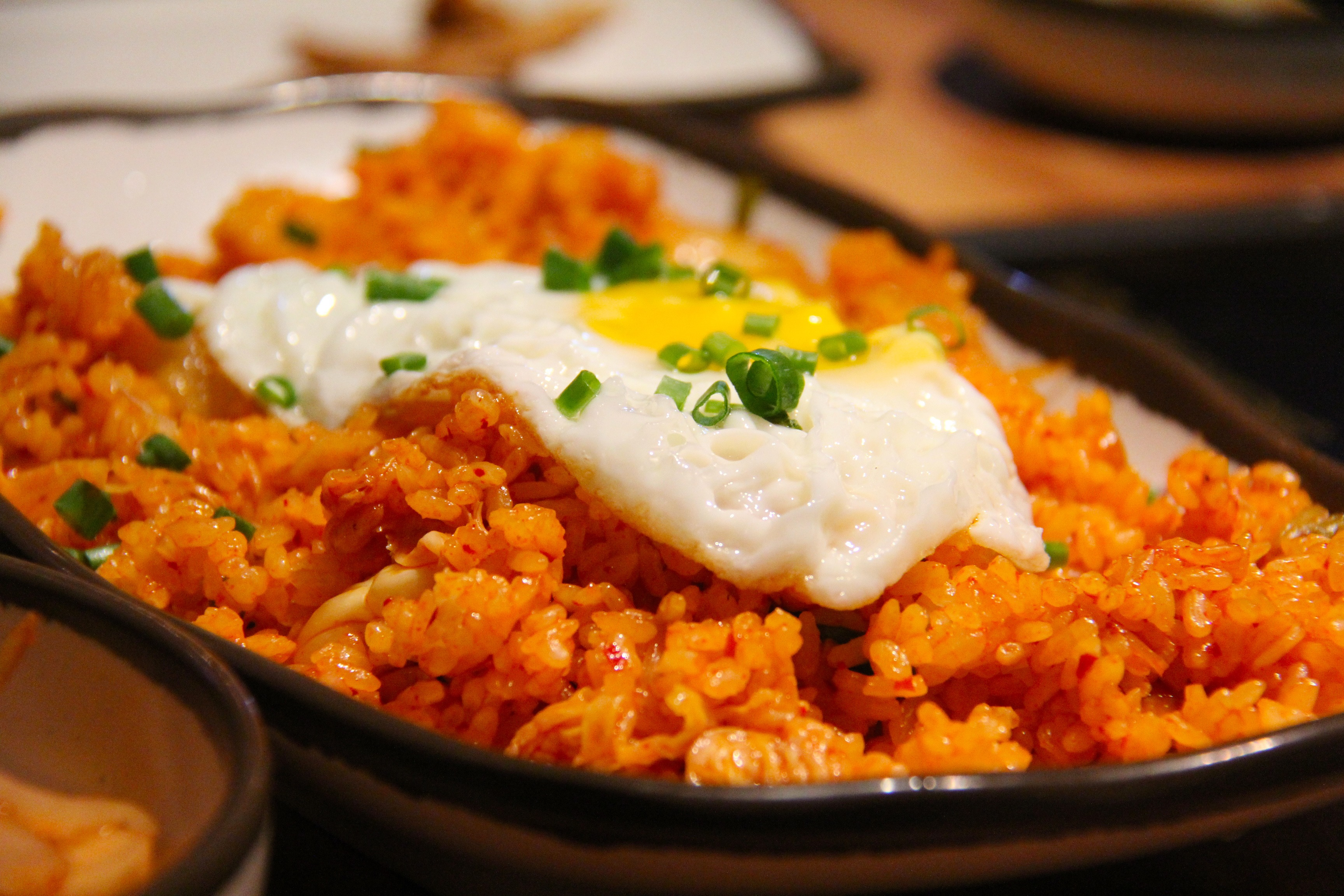
Kimchi-bokkeum-bap, le plus populaire des riz frits coréens
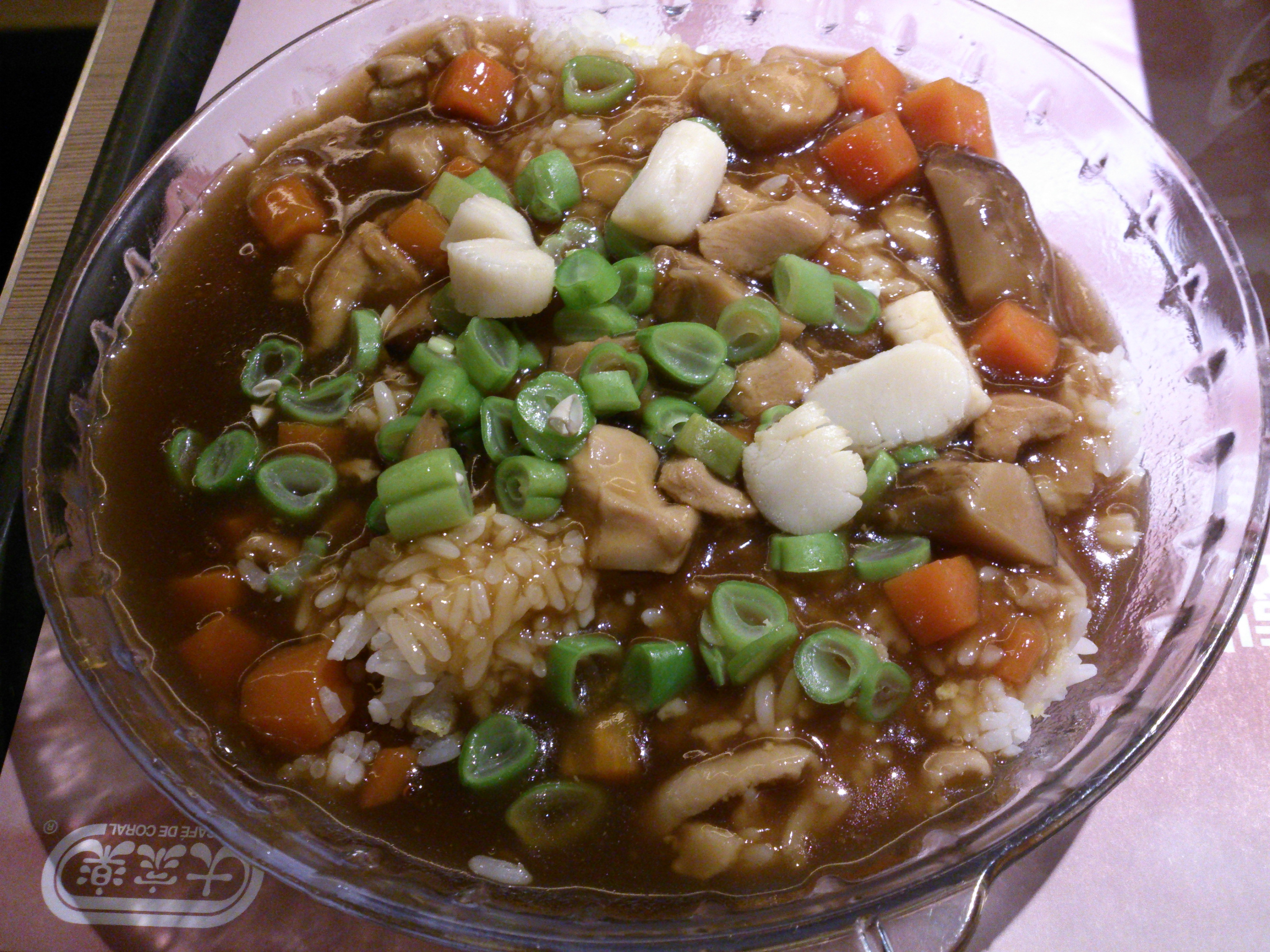
Fuk gin caau faan, riz frit Hokkien
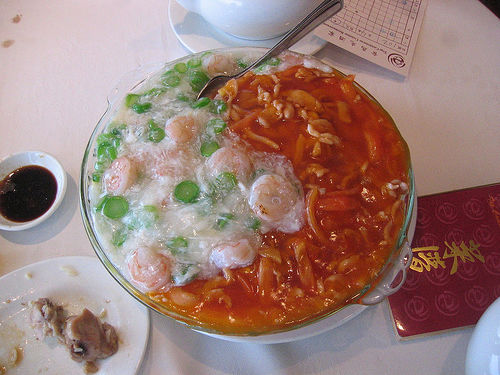
Jyun joeng caau faan, riz frit « canards mandarins » de Hong Kong
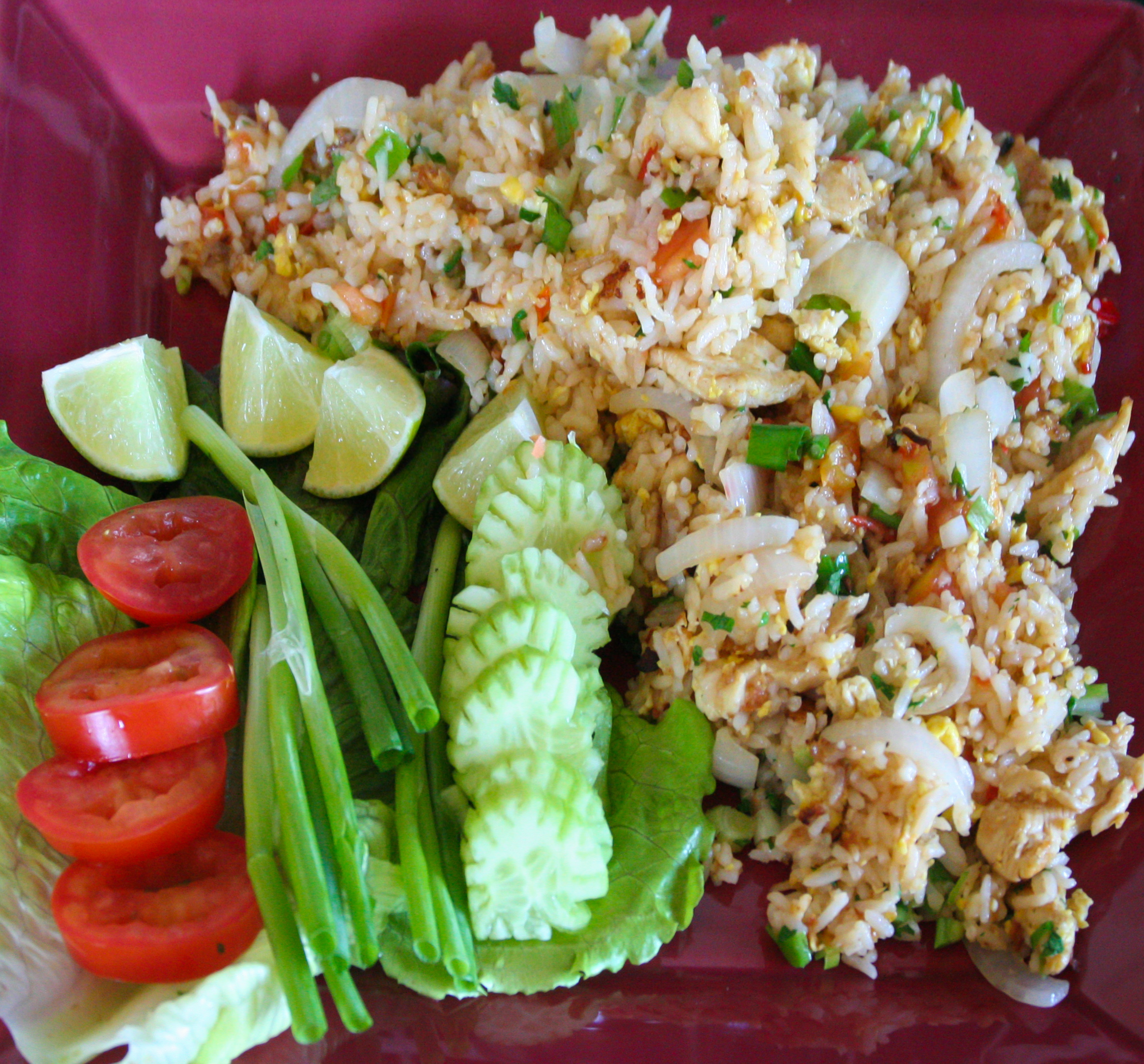
Khao phat, riz frit thaïlandais
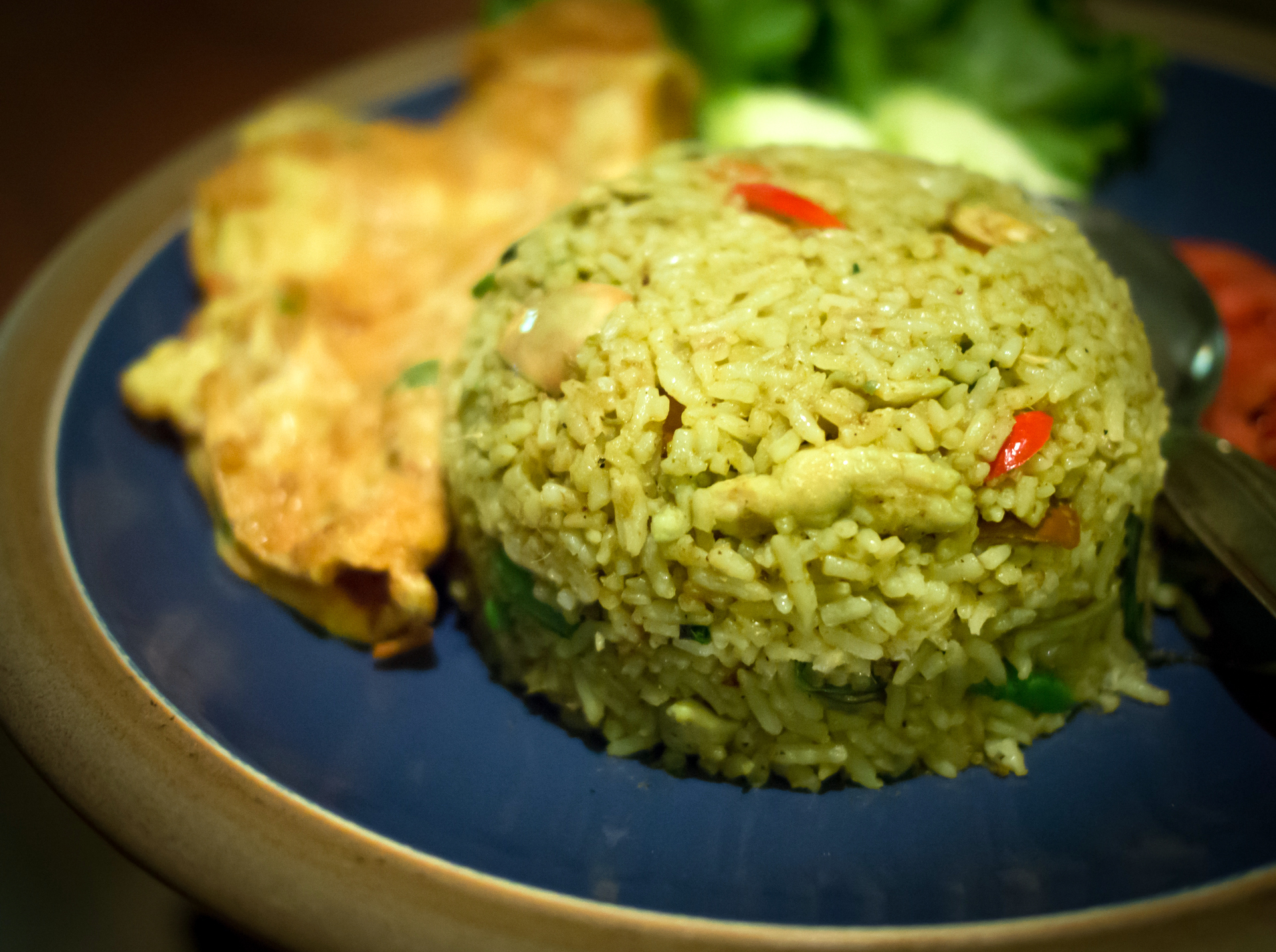
Khao phat kaeng khiao wan, riz frit au curry vert
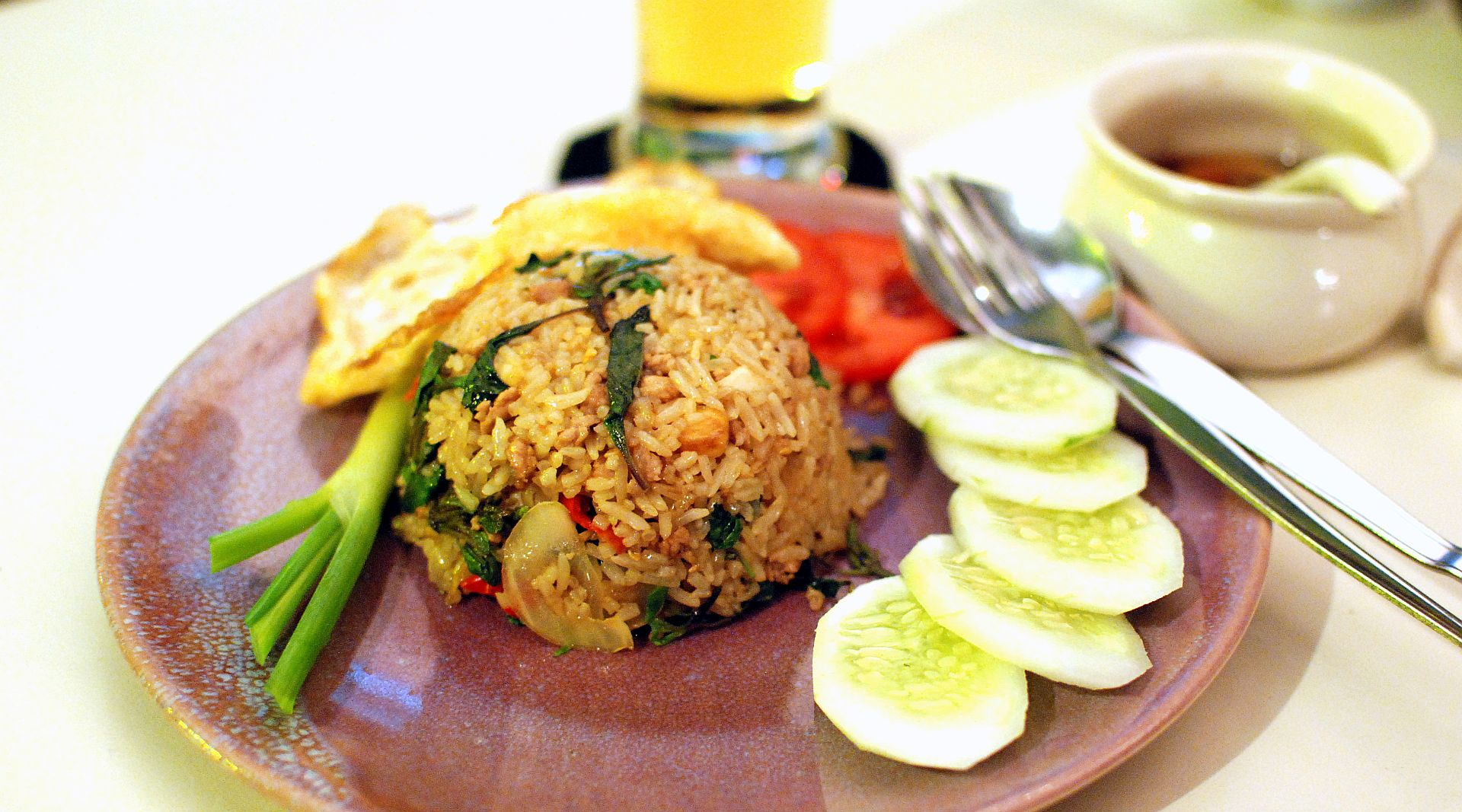
Khao phat kaphrao, riz frit thaïlandais au basilic sacré
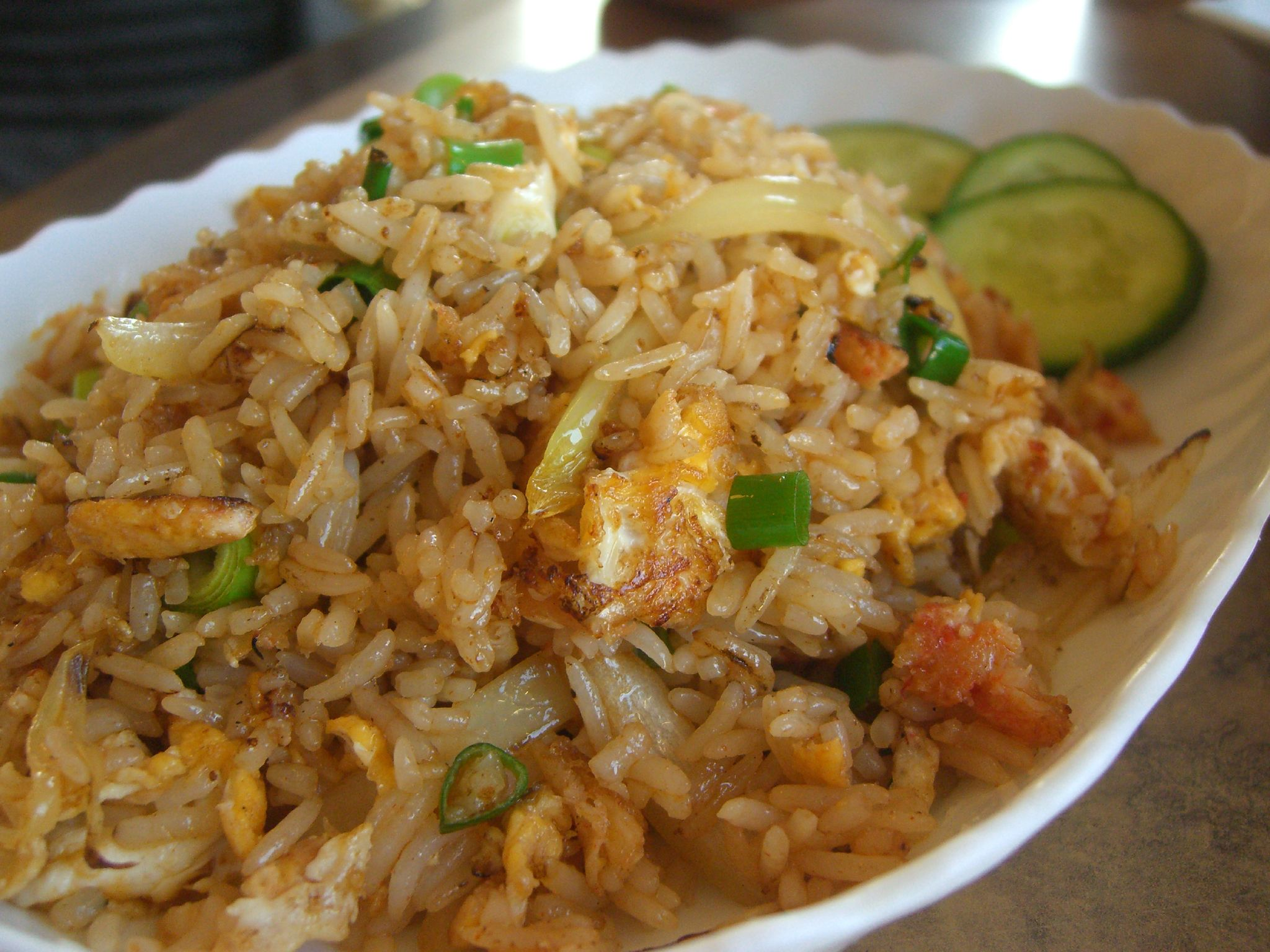
Khao phat pu, riz frit thaïlandais au crabe
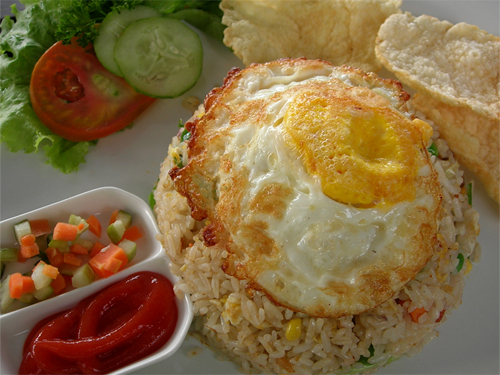
Nasi goreng au poisson salé et à l’œuf
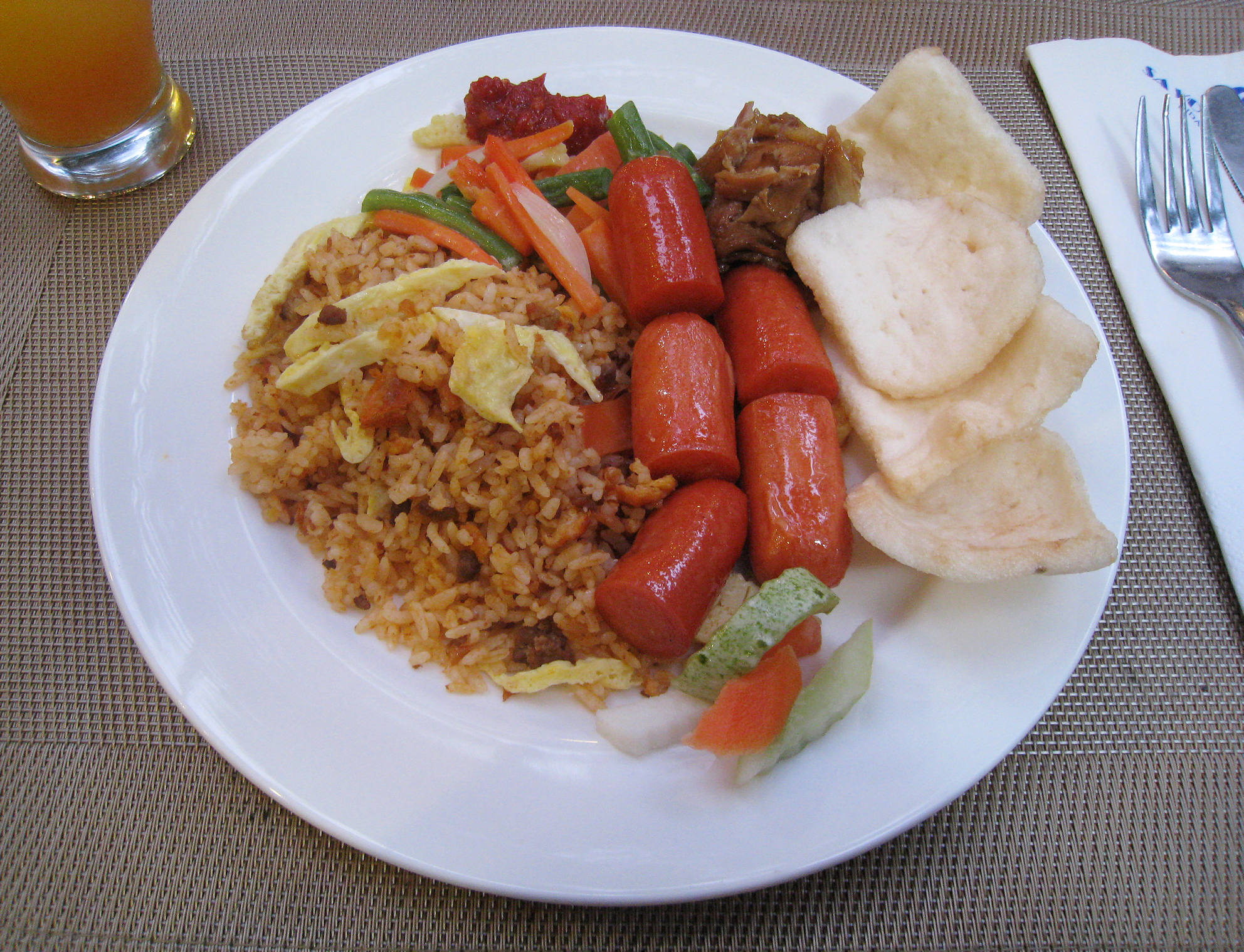
Nasi goreng istimewa, riz frit spécial
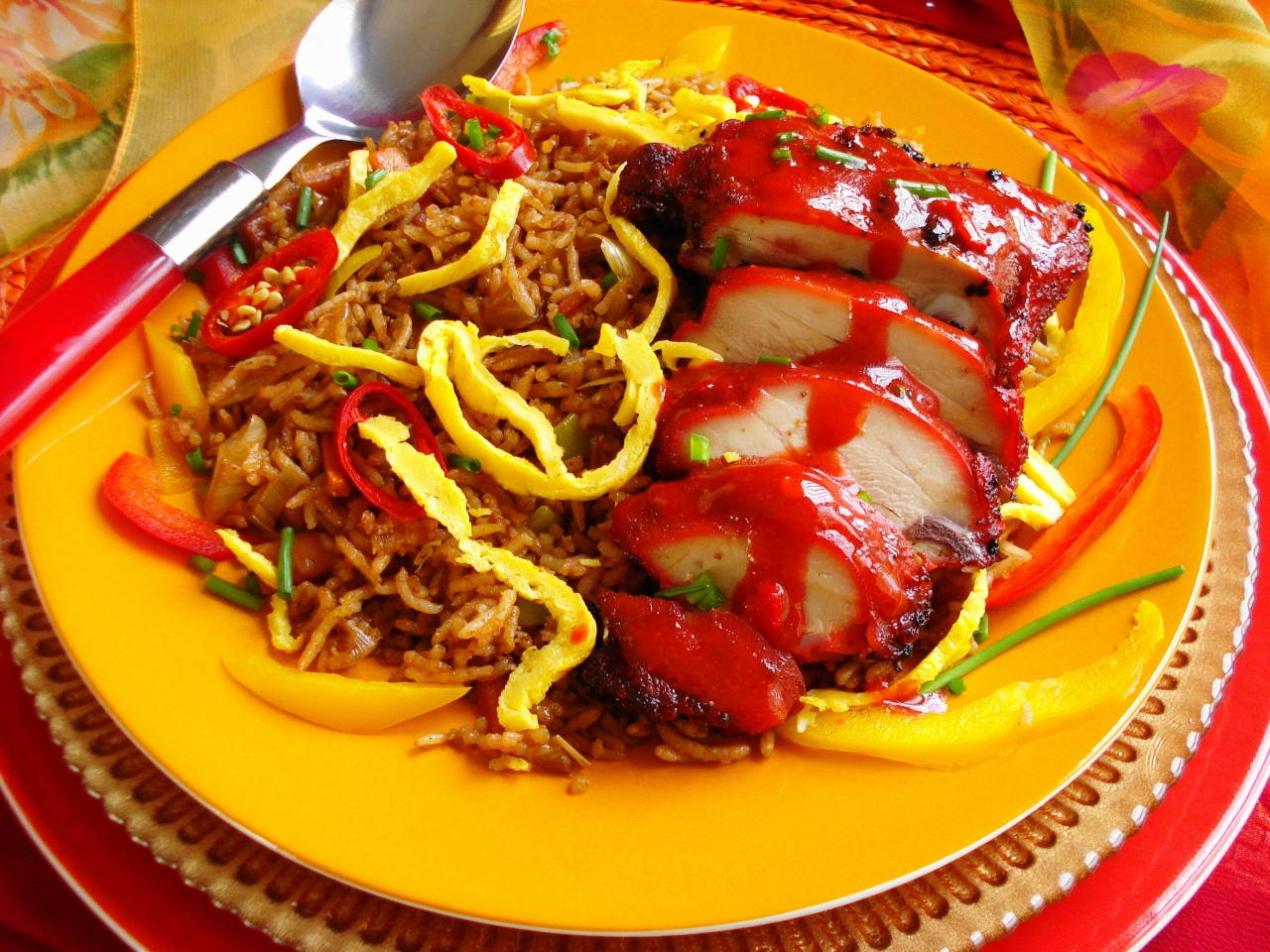
Nasi goreng javanais et surinamais aux Pays-Bas
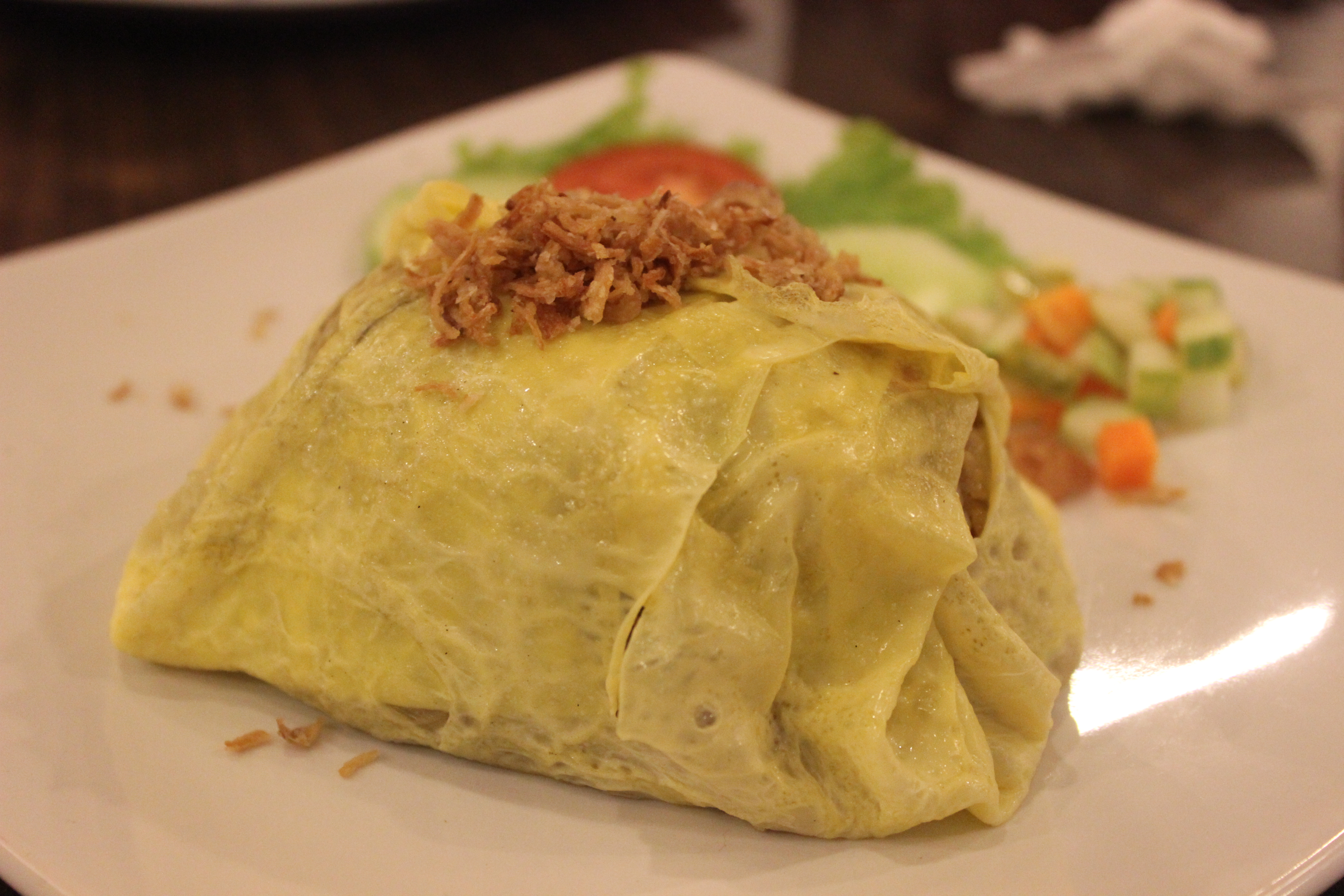
Nasi goreng pattaya, omelette au riz malaisienne
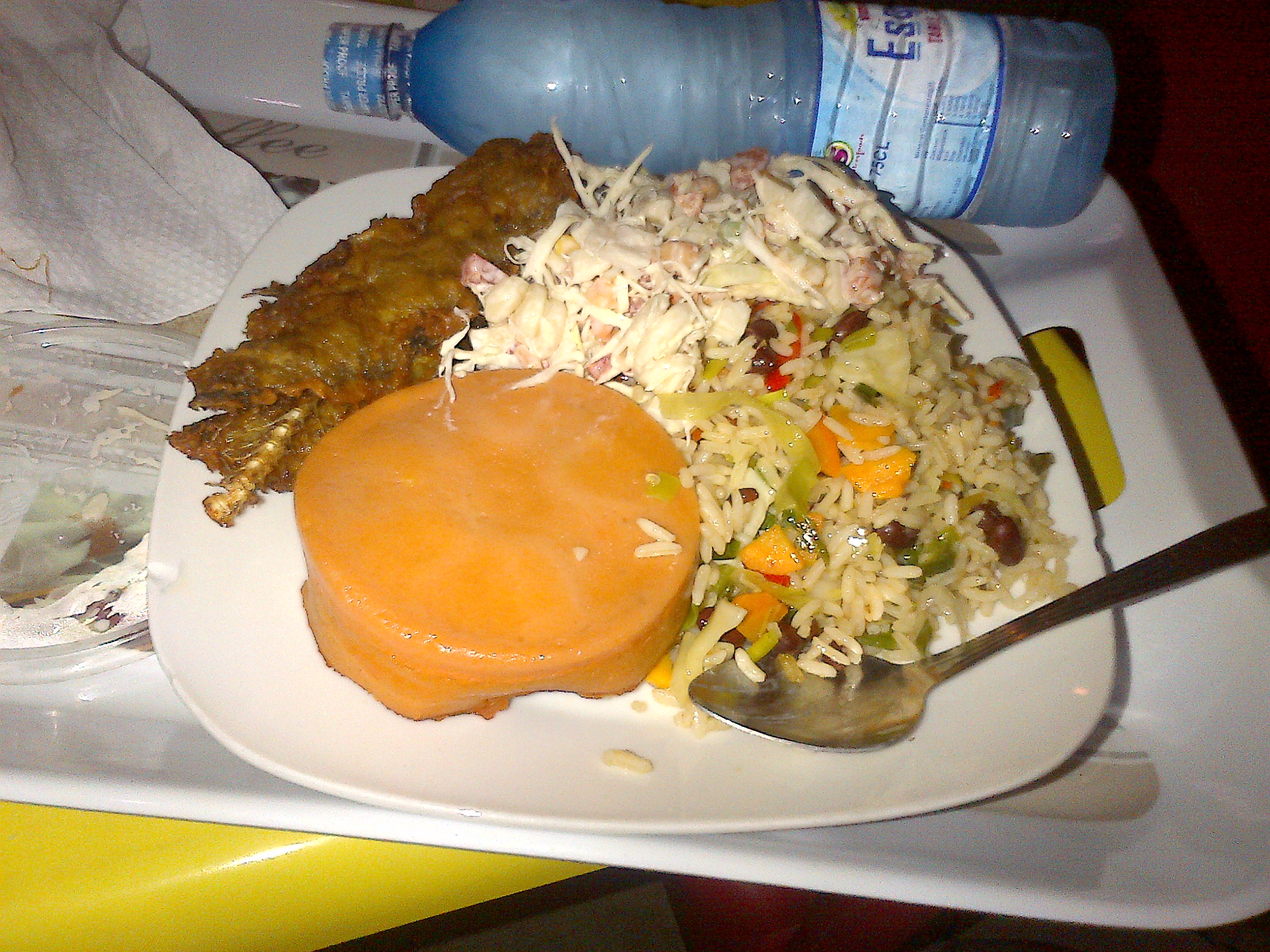
Riz frit nigérian accompagné de poisson, d’une salade et d’un pudding de haricots cuits à la vapeur.
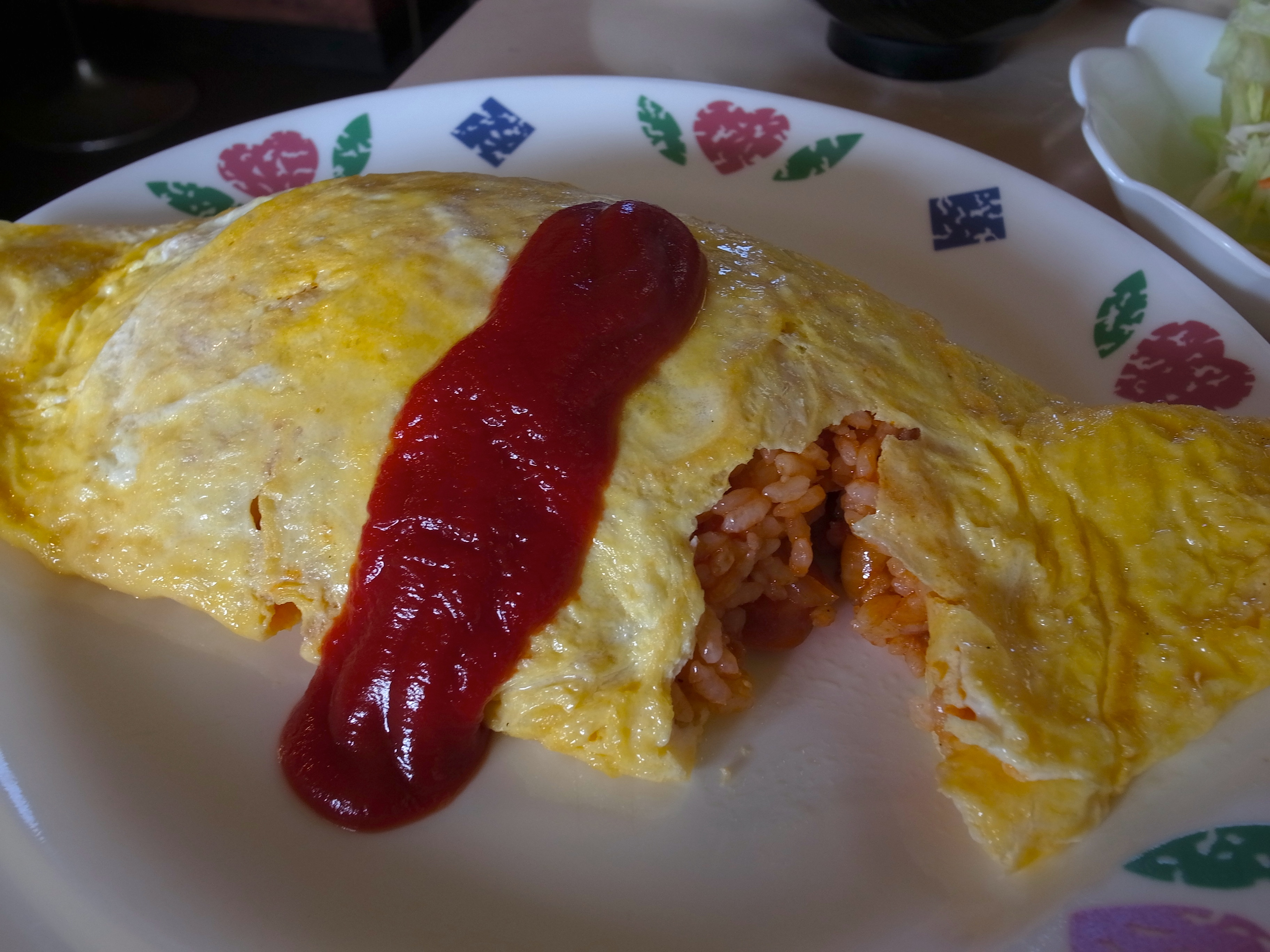
Omurice (omelette au riz japonaise) ouverte, laissant apercevoir sa garniture de riz frit
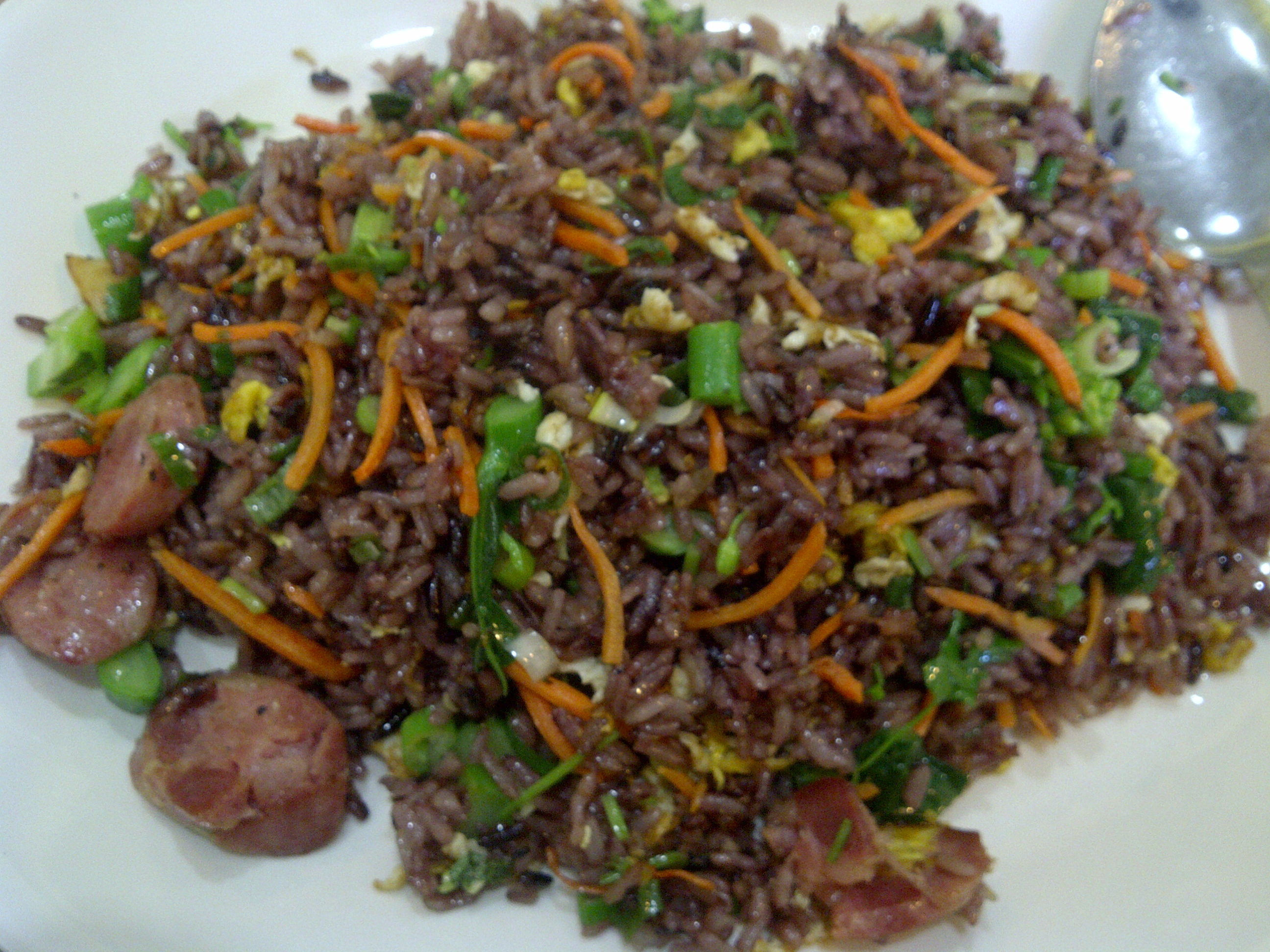
Riz frit taïwanais
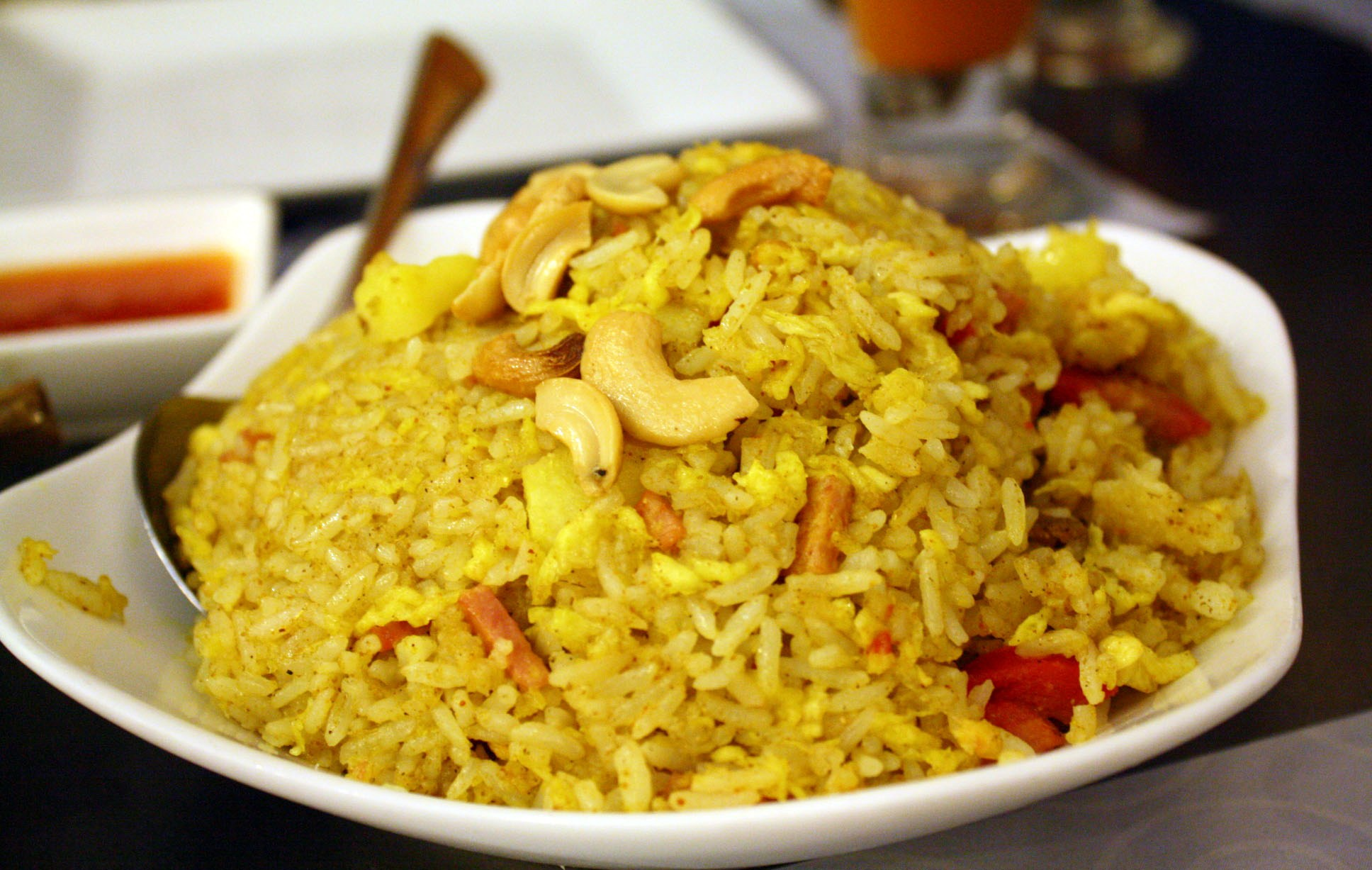
Sinangág philippin aux noix de cajou
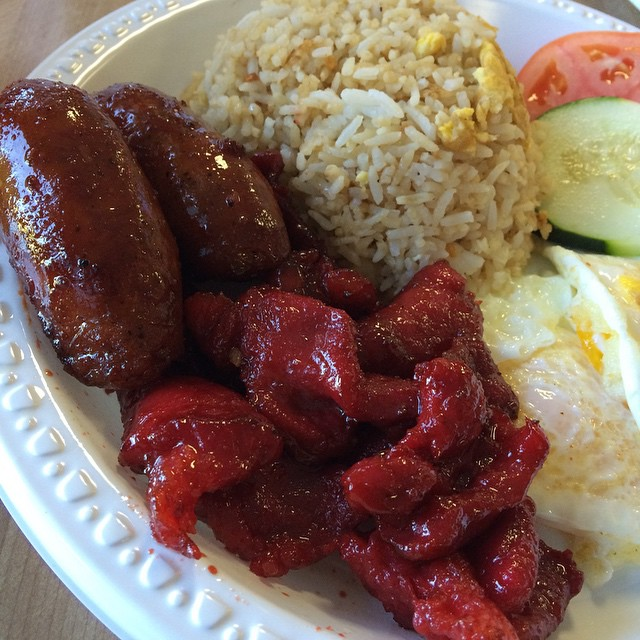
Tosilog philippin du petit-déjeuner avec tocino et longanisse